# 2018년
2018년은 월요일로 시작하는 평년이다.

## 사건

### 1월
- 1월1일
  - 문재인 대통령은 신년사에서 "과거의 잘못을 바로잡기 위한 노력을 지속하면서(적폐청산) 국민의 삶을 바꾸는 데 모든 역량을 집중하겠다"라고 밝혔다.
  - 튀니지에서 반정부 시위가 다시 일어났다. 이후 본격적으로 2018년 아랍 시위로 변화하였다.
- 1월 2일
  - 나이지리아 남부 오모쿠 시의 한 교회에서 무장괴한에 의한 총격으로 총 17명이 사망하였다.
  - 페루 수도 리마 인근의 파사마요 해안 도로(일명 Devil's Curve)를 달리던 버스가 100m 아래 절벽으로 추락해 56명의 사상자(사망 51명)가 발생했다.
- 1월 3일 - 대한민국과 조선민주주의인민공화국 사이의 판문점 직통전화가 23개월만에 재가동되었다.
- 1월 4일
  - 아프가니스탄의 수도 카불에서 테러가 일어나 사망자 11명 부상자 25명의 부상자가 병원으로 이송됐다.
  - 남아프리카 공화국 크룬스타트(Kroonstad)의 한 건널목에서 열차와 트럭이 충돌하는 사고가 발생하였다. 이 사고로 12명이 숨지고, 260명 이상이 부상을 입었다.
- 1월 5일 - 일본 이바라키현 남부 동쪽 근해에서 규모 4.4 지진이 발생하였다.
- 1월 6일 - 중국 장강 입구 동쪽 260㎞ 해상에서 이란 아살루에발 대한민국 대산행 파나마 선적 유조선 상치(Sanchi) 호와 홍콩 선적 벌크선 창펑수이징(CF CRYSTAL) 호가 충돌했다. 이 사고로 유조선은 전소되고 선원 32명이 실종되었다.
- 1월 7일 - 알제리 아인 세프라 북부 지역의 사하라 사막에 폭설이 내렸다.
- 1월 10일 - 온두라스 스완 제도 인근에서 모멘트 규모 7.6의 지진이 발생하였다.
- 1월 13일 - 미국 하와이 비상관리국이 탄도 미사일 공격에 대한 거짓 경보를 보내 주 전역에 공황 상태를 야기했다.
- 1월 14일 - 페루 리마 남동쪽 483㎞ 지점서 규모 7.1 강진이 발생했다.
- 1월 15일 - 이라크 바그다드에서 연쇄 자폭테러가 일어나서 38명의 사망자가 발생하였다.
- 1월 16일 - 러시아 모스크바 교외선 전동차에서 화재가 발생해 1천여 명의 승객이 긴급 대피하였다.
- 1월 19일 - 카자흐스탄에서 국제 노선 버스에 화재가 발생해 승객 52명이 사망하였다.
- 1월 20일
  - 대한민국 서울특별시 종로구 종로5가에 있는 한 여관에서 방화로 추정되는 불이 나서 6명의 사망자가 발생했고 5명의 부상자가 발생하였다.
  - 미국연방정부 셧다운(일시적 업무정지)을 막기 위한 범정부 임시예산안이 상원에서 부결됐다.
- 1월 22일 - 체코 프라하 시내의 한 호텔에서 화재가 발생해 사망자 6명이 발생하였다.
- 1월 23일 - 일본 군마현 스키장에서 화산 분화가 발생해 사상자가 발생했다.
- 1월 24일 - 일본 아오모리현 하치노헤 시 북동쪽에서 19시 51분에 규모 6.2의 지진이 발생했다.
- 1월 25일 - 미국에서 150명이 넘는 체조선수들을 성폭행·성추행한 팀닥터에 최고 175년형을 선고하였다.
- 1월 26일 - 밀양시 세종병원에 큰 화재가 발생하여 51명이 사망하고 141명이 부상을 입었다.
- 1월 28일 - 이란의 수도 테헤란에 약 40cm의 폭설이 내렸다. 폭설의 영향으로 이맘 호메이니 공항과, 메라바드 공항의 이·착륙이 중단되었으며, 각급 학교는 휴교하였다.

### 2월
- 2월 2일 - KT서버 전력공급에 문제가 생겨 입주사들의 사이트들이 일순간에 마비가 되었다.
- 2월 3일 - 서울특별시 서대문구 연세대학교 의료원에서 화재가 발생하여 300여명의 입원 환자 포함한 시민이 옥상과 1층 로비로 대피하였다.
- 2월 6일
  - 대만 화롄에서 발생한 규모 6.4의 강진으로 최소 4명이 사망하고 243명이 부상을 입었다.
  - 국민의당과 바른정당의 합당에 반대하는 국민의당 의원들로 이루어진 민주평화당이 창당되었다.
- 2월 8일 -대한민국 제주특별자치도 제주시 구좌읍의 게스트하우스에서 피해자인 26살 여성을 살해한 뒤, 서울과 천안등지로 도주하다가 용의자가 스스로 목숨을 끊은 사건이 발생하였다.
- 2월 11일
  - 사라토프 항공 703편 추락사고: 오르스크로 항하던 러시아 사라토프 항공사 소속 안토노프 An-148 여객기가 도모데도보 공항에서 이륙 직후 라멘스코예 지역에 추락, 탑승객 71명 전원이 사망하였다.
  - 강원 삼척시 노곡면과 도계읍에서 2월 15일까지 닷새간 이어진 산불로 237㏊에 달하는 산림이 소실되었다.
  - 대한민국 경상북도 포항시 북구 북서쪽 5km 지역에서 규모 4.6 지진이 발생하였다.
- 2월 14일
  - 783건의 범죄 혐의 조사와 집권당의 사임 압력을 받던 남아프리카 공화국 제이컵 주마 대통령이 사임했다.
  - 미국 플로리다주 파크랜드에 있는 마조리 스톤맨 더글라스 고등학교에서 총격 사건이 발생, 17명이 사망했다.
- 2월 16일 - 멕시코 남부 오아하카주에서 규모 7.2 강진이 발생하였고, 포포카테페틀화산이 1KM 높이까지 화산재를 뿜어냈다. 그리고 피해지역에 착륙하려던 헬기가 추락하면서 2명이 사망했다.
- 2월 18일 - 이란 아세만 항공 3704편 추락 사고: 이란 아세만 항공 여객기가 비행 중에 데나산과 충돌하여 승객과 승무원 66명 전원이 사망했다.
- 2월 26일
  - 일본 미야기현 센다이 남동쪽 118km 해역에서 규모5.2지진이 발생하였다.
  - 대만 북동부 이란현 해역에서 규모 5.2지진이 발생하였다.
  - 파푸아뉴기니 북동부에서 규모 7.5 지진이 발생한 뒤 오후 4시 26분에는 인근에서 규모 6.0의 여진이 있었다. 이에 30명이 사망하고 300명이 부상당했다.
  - 인도네시아 말루쿠 제도 암본에서 194㎞ 떨어진 지점 해상에서 규모 6.1 지진이 발생했다.
- 2월 27일 - 파푸아뉴기니 멘디에서 56km 떨어진 지점에서 규모 6.3 지진이 발생했다.
- 2월 28일
  - 대구미래대학교가 재정 문제로 폐교하였다.
  - 서남대학교가 폐교되었다.
  - 이집트 나일 델타지역의 베히라 주(州)에서 승객을 태운 열차와 화물열차의 충돌로 최소 16명이 사망하고 40명이 부상당했다.
  - 대한민국 전라남도 완도군 해상에서 어선이 전복돼 2명이 사망하고 5명이 실종되었다.

### 3월
- 3월 1일 - 일본 이리오모테섬 부근에서 규모 5.7의 지진이 발생하였다.
- 3월 2일 - 부산광역시 해운대구 엘시티 공사현장에서 55층에 설치된 작업대가 추락해 4명이 사망하였다.
- 3월 8일 - 대한민국 대구광역시에서 적설량 7.5cm의 폭설이 내려 대구 도시철도 3호선이 정지되고 교통이 마비되며 건물의 구조물들이 무너지는 등 피해가 속출했다.
- 3월 9일
  - 대한민국의 배우 조민기가 서울 광진구에서 성범죄 의혹으로 인한 경찰 조사를 앞두고 숨진 채로 발견되었다.
  - 대한민국 흥인지문 방화미수 사건이 일어났다.
- 3월 11일 - 중화인민공화국은 현 국가 주석인 시진핑이 중국 공산당 전국인민대표대회에서 99%의 압도적인 찬성으로 5년 중임제를 폐지하였다.
- 3월 14일 - 영국의 물리학자 스티븐 호킹이 향년 76세의 일기로 사망하였다.
- 3월 18일 - 러시아 대선에서 블라디미르 푸틴 대통령이 당선되어 4선이 확실시되었다.
- 3월 23일 - 이명박 전 대통령이 뇌물,횡령 혐의로 서울동부구치소에 수감되었다.
- 3월 25일 - 모스크바에서 동쪽으로 3,000km 떨어진 시베리아 도시 케메로보의 쇼핑몰 Winter Cherry에서 불이 나서 다수의 사상자가 발생하였다.

### 4월
- 4월 1일 - 페르시아 만의 섬나라 바레인이 칼리지 알-바레인 분지에서 타이트 오일과 천연 가스가 매장된 역대 최대 규모의 유전을 발견했다고 발표했다.
- 4월 2일 - 중국 최초의 우주 정거장 톈궁 1호의 잔해가 타히티섬 북서쪽 남태평양에 추락했다.
- 4월 3일 - 미국 캘리포니아주 샌 브루노에 있는 유튜브 본사에서 38세 이란계 여성이 벌인 총격으로 4명의 사상자가 발생했다.
- 4월 5일 - 대한민국 공군의 F-15K 전폭기가 경북 칠곡군 가산면 유학산에 추락했다.
- 4월 6일 - 캐나다 서부 서스캐처원주에서 훔볼트 브롱코스 하키팀 코치와 선수들을 태운 버스가 트랙터 트레일러와 충돌해 다수의 사상자가 발생했다.
- 4월 23일 - 캐나다 토론토에서 차량 폭탄 공격으로 10 명이 사망하고 16 명이 부상당한 사건이 발생하였다.
- 4월 27일 - 대한민국의 제19대 대통령 문재인과 조선민주주의인민공화국의 국무위원장 김정은이 판문점 평화의 집에서 11년 만에 2018년 제1차 남북정상회담을 가졌다. 이 회담에서 김정은은 조선민주주의인민공화국의 국가원수로서 처음으로 군사분계선을 넘어서게 되었다.
- 4월 30일 - 2세대 새마을호차량이 장항선 용산~익산 간을 끝으로 퇴역했다.

### 5월
- 5월 1일 - 전남 영암군 도포면 주암삼거리에서 버스 추돌 사고가 발생하여 8명이 사망하고 7명이 부상을 입었다.
- 5월 3일 - ETA는 40년 동안의 분쟁과 스페인에서의 800명이 넘는 사망 이후에 공식적으로 최종 해산을 발표했다.
- 5월 4일 - 스웨덴 한림원에서 터지고 있는 미투 운동 여파로 인하여 종신위원들이 대거 사직하였고, 이에 여파로 올해 노벨 문학상 개최 및 시상이 취소되었다.
- 5월 5일 - 북한이 평양시간을 폐지하였다.
- 5월 8일 - 미국 도널드 트럼프 대통령이 이란 핵 합의를 탈퇴하였다.
- 5월 9일 - 말레이시아의 근대화를 이끌었던 마하티르 빈 모하맛 전 총리(92)가 이끈 야권연합이 치러진 총선에서 역사적인 승리를 했다. 마하티르가 이끈 희망연대(PH)가 여당연합인 국민 전선(BN)을 누르고 승리하면서 60년 동안 지속된 BN의 통치는 막을 내린다.
- 5월 12일 - 말레이시아 이민국은 나집 라작 전 총리와 부인 로스마흐 만소르 여사의 출국을 금지했고, 나집 전 총리는 이전 집권당 통일말레이국민조직(UMNO) 대표 자리에서 물러났다.
- 5월 18일
  - 쿠바 아바나에서 항공편 972호가 호세 마르티 국제공항 이륙한 직후 인근 들판에 추락해 110명이 사망했다.
  - 미국 텍사스주 산타페 고등학교에서 17세 학생이 파이프 형태의 폭탄 여러 개를 투척하고 엽총과 38구경 리볼버를 난사해 학생 8명과 교사 2명 등 총 10명이 사망하고 2명의 경찰을 포함한 13명이 다쳤다.
- 5월 21일 - 한상균 전 전국민주노동조합총연맹 위원장이 가석방되었다.
- 5월 22일 - 미국 워싱턴 D.C.에서 2018년 한미정상회담이 개최되었다.
- 5월 23일 - 밤토끼 운영자의 구속과 동시에 사이트까지 폐쇄되었다.
- 5월 24일 - 2018년 북미정상회담 보류가 되었다.
- 5월 26일 - 2018년 제2차 남북정상회담이 개최되었다.

### 6월
- 6월 3일
  - 과테말라 볼칸 데 푸에고 화산이 폭발해 25명이 사망했고 수백명이 부상당했다.
  - 대한민국 서울특별시 용산구 한강로 2가에 있던 4층짜리 상가 건물이 무너져 1명이 부상당했다.
- 6월 7일 - 키르기스스탄에서 열린 국제철도협력기구 장관급 회의에서 대한민국의 정회원 가입이 만장일치로 통과되었다.
- 6월 8일 - 제44차 G7 정상회담이 캐나다 퀘벡주의 라말베(La Malbaie)에서 열렸다.
- 6월 9일 - 상하이 협력 기구 제18차 회의가 중화인민공화국 칭다오에서 열렸다. 회의는 6월 9일, 6월 10일 이틀 동안 진행된다.
- 6월 12일
  - 도널드 트럼프 미국 대통령과 김정은 조선민주의인민공화국 국무위원장 간의 2018년 북미정상회담이 싱가포르에서 진행되었다.
  - 그리스와 북마케도니아 사이에 프레스파 협정이 체결되면서 마케도니아 국호 분쟁이 종식되었다.
- 6월 13일 - 제7회 전국동시지방선거와 2018년 대한민국 재보궐선거가 전국 각 지자체별로 일제히 개최되었다.
- 6월 15일 - PRODUCE 48 방영 시작
- 6월 18일 - 2018년 오사카부 북부 지진 : 일본 오사카부에서 규모 6.1의 지진이 발생하였다.
- 6월 26일 - 대한민국 세종특별자치시 새롬동 아파트 건설 현장에 화재가 발생해 3명이 사망하고, 37명이 부상당했다.
- 6월 29일
  - 인도네시아 발리섬에서 화산분화가 시작됨에 따라 항공편 일부가 결항되었다.
  - 독일 스튀켄브로크 소재 금속부품회사 ARI 아르마튀렌에서 도시락에 독약을 넣어 직장동료 21명을 죽인 연쇄살인사건이 발생하였다.

### 7월
- 7월 1일 - 대한민국 근로시간 주 52시간 단축이 모든 300인 이상 기업에서 시행되었다.
- 7월 2일 - 태국 북부의 한 동굴에서 실종된 유소년 축구단 선수들과 코치가 9일만에 기적으로 생존해 있는 것으로 확인되었다.
- 7월 3일
  - 나집 라작 전 말레이시아 총리가 퇴임한 지 두 달 만에 부패 혐의로 기소됐다. 그는 세 건의 형사상 배임과 한 건의 권력 남용 혐의를 받고 있다. 그는 모든 혐의에 대해 무죄를 주장했으며 보석으로 풀려난 상태다.
  - 군사 보안업무를 챙기고 첩보를 수집해야 하는 국군기무사령부가 세월호 대응팀을 만들어 실종자 가족들을 사찰한 사실이 드러났다.
- 7월 4일 - 관악산 여고생 집단폭행사건이 알려졌다.
- 7월 5일
  - '드루킹'의 불법 여론조작 의혹을 수사하는 허익범 특별검사팀이 네이버·다음·네이트 포털3사를 압수 수색하였다.
  - 멕시코 중부 소도시의 사제 폭죽 제조 작업장에서 연쇄 폭발사고가 발생해 17명이 사망하고 31명이 다친 사건이 일어났다.
  - 박근혜-최순실 게이트로 촉발된 박근혜 탄핵 심판의 선고를 앞두고 있던 2017년 3월, 수도 서울을 비롯한 대한민국 전역에 계엄령을 선포하고 쿠데타를 일으키려는 음모를 꾸민 사건이 군인권센터 통해 공개되었다.
- 7월 6일
  - 일본 도쿄 구치소에서 도쿄 지하철 사린 가스 사건의 주범 아사하라 쇼코에 대한 사형이 집행되었다. 이와 함께 교단의 간부 6명도 사형이 집행되었다.
  - 조선민주주의인민공화국 평양특별시에 위치한 백화원 영빈관에서 김영철 노동당 부위원장과 마이크 폼페이오 미국 국무장관이 회담을 가졌다. 지난 6월 진행된 북미정상회담의 후속 회담으로, 양측은 관련 현안에 대하여 논의하였다.
  - 리비아에서 필리핀인 3명과 한국인 1명이 납치되었다.
- 7월 7일
  - 2018년 일본 서남부 폭우로 7월 3일부터 계속된 폭우로 이날 오후 9시 기준으로 최소 78명이 숨지고, 8명이 다쳤으며, 60명이 실종되었다. 기후현 구조시의 경우 3일간 1034.5mm의 기록적인 폭우가 내렸다. 동시에 지바현에서 규모 6.0의 지진이 발생하였다.
  - 태국 구조당국이 동굴에 갇혀 지내던 유소년 축구팀 선수 13명 중 4명을 안전하게 구조했다고 밝혔다.
- 7월 10일 - 태국 북부 치앙라이주 탐루엉 동굴에 갇혀있던 유소년 축구팀 선수와 코치 등 13명이 전원 구조되었다.
- 7월 17일 - 대한민국 경상북도 포항시에서 수리온 헬기가 추락한 사건가 일어나 5명이 사망하고 1명이 부상하였다.
- 7월 20일
  - 남북이 동해선 철도 연결구간에 대한 공동점검을 진행했다.
  - 이라크에서 한낮 체감기온이 섭씨 50도를 넘나드는 폭염속에 전기와 물부족으로 시민들이 거리로 뛰쳐나왔다.
- 7월 21일 - 코레일 - 철도노조 양측이 KTX 여승무원 복직에 합의하였다.
- 7월 22일 - 대한민국 서울특별시 최고기온이 38.0℃를 기록했다.
- 7월 23일
  - 경부고속선 천안아산역 ~ 오송역 선로 구간의 온도가 61.4℃까지 치솟아 KTX가 70km/h 이하로 서행하며 운행했다.
  - 대한민국의 정의당 소속 정치인인 노회찬(경상남도 창원시 성산구 국회의원)이 서울특별시 중구 신당동의 한 아파트의 17층과 18층 사이에서 투신하여 사망하였다.
- 7월 24일
  - 남북이 경의선 철도 연결구간에 대해 공동 점검을 실시했다.
  - 대한민국 서울특별시 서남·서북·동북·도심권 오존주의보가 발령되었다.
  - 대한민국 경상북도 영천시 신령면 최고 기온이 40.2℃를 기록했다.
  - 라오스 남동부 아타프 세피안 - 세남노이댐이 무너져 인근 6개 마을에 홍수가 발생했고 다수가 숨지고 수백명의 실종자가 발생했다.
- 7월 26일
  - 일본에서 도쿄 지하철 사린 사건과 관련하여, 사형 선고를 받고 복역 중이던 옴진리교 교도 6명에 대한 사형이 집행되었다. 이에 앞서 2018년 7월 6일에는 교주 아사하라 쇼코 등 사형수 7명에 대한 사형이 집행된 바 있다.
  - BMW코리아는 주행 중 엔진 부위에서 화재 사고가 잇따른 차량 10만6천여대에 대해 자발적 리콜 조치를 시행하였다.
- 7월 27일
  - 2020년까지 군복무 단축이 단계적으로 진행됨에 따라 육군 기준 복무기간이 21개월에서 18개월로 단축되었다.
  - 대한민국 검찰은 비서 성폭행 혐의로 기소된 안희정 전 충남지사에 대해 징역 4년을 구형했다.
- 7월 28일
  - 한울원전 2호기가 자동정지 16일만에 다시 재가동에 들어갔다.
  - 인도네시아 롬복섬에서 모멘트 규모 6.4의 지진이 발생하였다. 섬 북쪽에 있는 린자니산의 북동쪽 자락에서 발생한 이 지진으로, 최소 3명 이상이 숨졌다.
- 7월 29일 - 제이제이 홀릭 미디어 소속 데뷔 3년차 아이돌 마스크 멤버간 팀내 폭행사건이 있었다.
- 7월 30일
  - 대한민국 서울특별시에서 폭염을 자연재해로 규정하고 관리하기로 했다.
  - 대한민국 인천광역시 수도권제2외곽순환고속도로 북항 해저터널 주행 중 화재 사고로 리콜 결정이 내려진 BMW 차량에서 운행 중 화재가 발생하였다.
  - 대한민국 경찰은 보물선 돈스코이호를 인양하겠다며 '신일골드코인(SGC)’이라는 가상화폐를 만들어 판매한 신일그룹 최용석 대표와 주요 관계자들에 대해 출국금지 조치를 내렸다.
  - 대한민국 한국철도공사 9월부터 인천공항2터미널역으로 가는 KTX의 폐지 수순에 들어갔다.
- 7월 31일
  - 브라질 북동부와 북부 지역에서 범죄 조직의 소행으로 보이는 폭동이 연이어 발생하였다.
  - 대한민국 서울특별시 기온이 38℃를 기록했다.
  - 대한민국 인천광역시 경인고속도로 서울 방향 가좌IC 인근에서 주행 중인 BMW 420d 차량에 화재가 발생하였다.

### 8월
- 8월 1일
  - 대한민국 서울특별시 최고 기온이 111년만에 39도를 기록했다.
  - 강원도 홍천군 최대 기온이 41도를 기록했다.
  - 대한민국 제주도해역에서 실종 여성으로 추정되는 시신이 발견되었다.
  - 대한민국 특검은 드루킹 댓글 조작 사건과 관련하여 김경수 경남지사를 피의자 신분으로 전환하였다.
  - 리비아 무장세력에 납치된 것으로 추정되는 한국인이 정부에 도움을 요청하는 모습이 담긴 동영상이 공개되었다.
  - 북한이 인도한 6.25 전쟁 당시의 미군 전사자 유해 55구가 오산 공군기지에서 송환식을 거쳐 미국 하와이로 이송되었다
- 8월 3일 - 대한민국 고용노동부가 지난 7월 14일 결정된 2019년도 최저임금(8,350원)을 확정, 고시하였다.
- 8월 4일 - 베네수엘라 카라카스의 한 행사장에서 드론을 이용한 니콜라스 마두로 대통령 공격 시도가 있었다. 당국자는 마두로 대통령이 무사하며, 드론 폭발로 군인 7명이 부상을 입었다고 밝혔다.
- 8월 5일
  - 인도네시아 롬복섬에서 모멘트 규모 6.9의 지진이 발생하였다. 이 지진으로 최소 82명이 숨진 것으로 알려졌다. 롬복섬에서는 며칠 전인 7월 29일, 모멘트 규모 6.4의 지진이 발생한 바 있다.
  - 스위스 경찰 당국은 8월 4일 피츠 세그나스 산(Piz Segnas)에서 융커스 Ju 52 항공기가 추락하였으며, 탑승객 전원이 숨졌다고 밝혔다. 해당 항공기에는 승무원 3명을 포함해 모두 20명이 탑승했던 것으로 알려졌다.
- 8월 6일
  - 박근혜 정부 국정농단 사건의 핵심 주역 중 한 명인 김기춘(79) 전 대통령 비서실장이 562일간의 수감 생활 끝에 석방되었다.
  - 미국 캘리포니아주 로스앤젤레스 오렌지 카운티 존웨인 공항으로 향하던 쌍발 세스나 414기(Cessna 414)가 샌타애나의 쇼핑몰 주차장에 추락, 탑승자 5명 전원이 사망했다.
  - 방글라데시 다카에서 일어난 대규모 시위와 충돌로 140명 이상이 부상당했다.
- 8월 7일
  - 이탈리아 북부 볼로냐 고속도로에서 유조차가 폭발해 3명이 숨지고 60여 명이 다친 사고가 일어났다.
  - 대한민국 경상북도 칠곡군 약목면 폐기물처리업체 저장탱크에서 황산가스가 누출되는 사고가 발생하여 주민들이 대피하였다.
  - 대한민국 SPC그룹 허희수 부사장이 액상 대마를 밀수해 흡연한 혐의로 검찰에 구속됐다.
  - 콜롬비아 후안 마누엘 산토스 대통령이 8년의 임기를 마치고 퇴임하였다.
- 8월 8일 - 대한민국 경찰이 음란물 유포 방조 혐의로 체포 영장을 받아 외국에 있는 워마드 운영자를 추적에 나섰다.
- 8월 9일 - 대한민국 최저임금 인상 등으로 8월 21일부터 인천시와 서울특별시를 오가는 광역버스 운행을 중단하기로 했다.
- 8월 10일 - 대한민국 관세청이 국내 3개 수입업체가 6개월 동안 7차례에 걸쳐 북한산 석탄과 선철을 국내로 불법 반입한 사실을 확인했고 검찰에 송치했다.
- 8월 12일 - 대한민국 경기도 파주시에서 한 30대 남성이 통일대교 남단 민통선에서 군(軍)의 검문에 불응한 채 차를 몰아, 차단시설인 철침판에 타이어가 터진 상태에서도 북쪽으로 계속 도주하다가 JSA 대대 병력에 검거되었다.
- 8월 13일
  - 중화인민공화국 남서부 윈난성에서 규모 5.0 지진이 발생했다.
  - 대한민국 국회는 여야 원내대표 회동을 갖고, 국회의원 특수활동비를 폐지하기로 합의하였다.
  - 워마드 홍익대학교 몰카 사건 피고인이 1심에서 징역 10월을 선고받았다.
- 8월 14일
  - 대한민국 국무회의에서 군사안보지원사령부 제정령이 심의·의결되었다. 새 군사 조직은 기존의 국군기무사령부를 대신하게 된다.
  - 이탈리아 항구도시 제노바 고속도로 모란디 다리 일부 구간의 교각과 상판이 무너지는 사고가 발생했다.
  - 대한민국 정부가 안전진단을 받지 않은 BMW 리콜 대상 차량에 대해 운행중지 명령을 강행했다.
  - 대한민국 서울특별시 교육청은 폭염이 계속됨에 따라 각 학교에 개학연기 등 학사일정 조정을 권고했다.
  - 대한민국 서울서부지법은 성폭력 혐의자 안희정 전 지사에게 1심에서 무죄를 선고했다.
- 8월 15일 - 대한민국 특검은 김경수 경상남도지사에 대해 구속영장을 청구했다.
- 8월 16일 - 인도 남부의 케랄라주에서 홍수가 발생하여 최소 164명이 숨진 것으로 알려졌다.
- 8월 17일 - 필리핀 마닐라의 니노이 아키노 국제공항에서 항공기가 활주로를 이탈하는 사고가 발생하였다. 공항 착륙 직후, 활주로를 이탈하면서 동체 일부가 파손되었으나, 부상자는 발생하지 않은 것으로 알려졌다.
- 8월 18일 - 국제 생물 다양성 협약인 나고야 의정서가 발효되었다.
- 8월 19일 - 대한민국 경기도 과천시 서울대공원 인근수풀에서 50대 남성의 토막시신이 발견돼 경찰이 수사에 착수했다.
- 8월 20일
  - 남북 이산가족 상봉 1차행사가 금강산에서 개최되었다.
  - 인도네시아 롬복에서 규모 6.9 추가 강진이 발생하였다.
  - 2018년 아시안 게임에 출전 중인 일본 남자 농구대표팀 선수 4명이 ‘JAPAN’이라고 적힌 대표팀 활동복을 입고 자카르타 유흥가를 방문했다가 적발돼 대회 도중 선수단에서 퇴출당하는 일이 벌어졌다.
- 8월 21일
  - 대한민국 경상북도 봉화군 소천면사무소에 70대 노인이 들어와 엽총을 발사해 2명의 사망자와 1명의 부상자가 발생하였다.
  - 서산휴게소에서 과천 토막 살인 사건 용의자를 검거했다.
- 8월 23일
  - 태풍 솔릭의 북상으로 김포공항 비행기 290편 인천공항비행기 18편이 무더기로 결항되었다. 그리고 제주도에서는 소정방폭포에서 여성 1명이 파도에 휩쓸려 실종되었다.
  - 대한민국 네이버는 포토갤러리 서비스를 종료하였다.
  - 대한민국 교육부가 대학기본역량진단 최종결과를 발표하였다.
- 8월 24일
  - 박근혜-최순실 게이트로 구속된 박근혜 前 대통령의 항소심 선고가 내려졌다.
  - 스캇 머리슨(Scott Morrison)이 자유당 당대표로 선출되면서 오스트레일리아 총리가 되었다. 전임 맬컴 턴불 총리는 21일 불신임 투표 이후 또 다시 불신임 투표가 진행되면 사임할 것을 밝혔고, 24일 이와 관련하여 위원총회가 소집되자, 사임을 발표하고 물러났다. 뒤이어 진행된 당대표 선거에서, 결선 투표를 거쳐 스캇 머리슨이 당대표로 선출되었다.
- 8월 25일 - 대한민국 더불어민주당은 전국대의원대회에서 이해찬 전 총리를 새 당대표로 선출하였다.
- 8월 26일 - 미국 플로리다주 잭슨빌에서 열린 미식축구 스포츠 게임 대회 중 벌어진 총기 난사로 범인을 포함해 3명이 사망하고 11명이 부상을 입었다.
- 8월 28일
  - 대한민국 대전광역시에서 새벽에 폭우가 쏟아져 많은 가게가 피해를 입었고 도로 일부도 침수돼 출근길, 등교길에 차질이 빚어졌다.
  - 대한민국 공항철도 인천공항1터미널역 ~ 인천공항2터미널역 구간 선로가 폭우에 인하여 침수되었다. 일반열차와 직통열차 모두 10~20분가량 지연되었다. 그리고 경의선 운정역도 선로가 폭우에 인하여 침수되어 모든 열차가 일산행으로 전환되었다.
- 8월 30일 - 2019년부터 시내버스, 택시와 전세버스의 내부객석을 비추는 CCTV 설치가 의무화된다.
- 8월 31일 - PRODUCE 48 최종화로 12명의 소녀들이 IZ*ONE으로 데뷔하였다

### 9월
- 9월 3일
  - 대한민국 서울특별시 영등포구 여의도 국회 본회의장에서 열린 9월 정기국회 개회식 및 본회의가 열렸다.
  - 브라질 리우데자네이루의 국립 박물관에 화재가 발생해 2,000만 점에 달하는 소장품 상당수가 소실되었다.
  - 대한민국 대학 기본역량 진단 최종결과가 확정되었다. 덕성여자대학교와 연세대학교 원주캠퍼스 등 116개 대학이 학생 정원을 줄여야 하는 '구조조정' 대상으로 확정됐다.
  - 대한민국 경상북도 안동시 풍산읍의 한 무덤에서 퇴계 이황의 친필 만장 등 문화재급 유물이 대거 발견이 되었다.
- 9월 4일
  - 태풍 제비가 일본에 상륙하였다. 태풍의 영향으로 최소 6명이 숨지고, 160여 명이 부상을 입은 것으로 알려졌다. 한편, 간사이 국제공항의 활주로와 주차장, 사무용 건물 등이 물에 잠기며 공항 전체가 폐쇄되었다. 그리고 간사이 공항~오사카를 잇는 연락교가 유조선에 의해 파손되면서 도로가 내려앉고 전차선이 파손되어 난카이 공항선, 간사이 공항선과 같이 오도 가도 못하는 상황이 되어 버렸다. 오사카·교도(京都)부와 와카야마(和歌山)·효고(兵庫)·나라(奈良)·사가(滋賀)현 등 간사이 지방에선 오후 1시30분 기준으로 총 24만3000가구가 정전 피해를 보았다.
  - 미국 연방수사국(FBI)이 1939년 영화 《오즈의 마법사》에 등장했던 루비 슬리퍼(Ruby slippers) 한 켤레를 회수했다고 밝혔다. 영화에서 주디 갈런드가 사용한 여섯 켤레 중 하나인데, 2005년 미네소타주 그랜드래피즈(Grand Rapids)의 주디 갈런드 박물관에서 전시 중 도난당했다.
  - 네덜란드 당국은 8월 31일 낮 암스테르담 중앙역에서 발생한 흉기난동 사건에 대한 초기 수사 결과, 범행 동기가 테러와 관련돼 있다고 잠정적으로 결론을 내렸다.
  - 대한민국 전역의 각급 학교에서 급식으로 제공된 초코 케이크를 먹은 다수의 학생들이 살모넬라 균으로 인해 식중독에 걸린 사건이 발생하였다.
- 9월 5일
  - 대한민국 인천광역시 송도국제도시 한 아파트 단지에서 지하주차장 진입로를 승용차로 고의로 막아 물의를 빚은 50대 여성이 경찰에 입건됐다.
  - 아랍에미리트 두바이에서 출발해 미국 뉴욕에 도착한 여객기에 탑승했던 승객들이 집단으로 건강 이상을 호소하는 사건이 일어나자 미국 당국은 즉각 병원 이송을 하였다.
  - 대북특사단이 서울공항에 도착했다.
- 9월 6일 - 이부리 지방 중동부 지진 : 일본 홋카이도 삿포로 남동쪽 66km 지역에서 진원 깊이 40km 규모 6.7 지진과 여진이 발생하였다.
- 9월 7일
  - 미국 행정부는 북한 비핵화를 위한 협상을 진행 중인 가운데 2014년 소니픽처스 해킹과 2016년 8천100만 달러를 빼내 간 방글라데시 중앙은행 해킹, 지난해 워너크라이 랜섬웨어 공격 등을 자행한 혐의로 북한 프로그래머이자 '해커'인 박진혁이라는 인물을 연방수사국(FBI)로 통해 수배전단을 올렸다.
  - 대한민국 서울특별시 동작구 다세대주택 공사장의 옹벽이 무너지면서 근처에 있는 서울상도초등학교 부속 서울상도유치원 건물이 기울어지는 사건이 발생했다.
  - 멕시코 베라크루스 주에서 166명의 시체가 백골 형태로 한꺼번에 매장된 구덩이가 발견되었다.
- 9월 8일- 대한민국 서울특별시에 거주하는 A씨(61)가 중동호흡기증후군 코로나바이러스(메르스)(Middle East respiratory syndrome coronavirus) 환자로 확진 판정을 받았다. 이 환자는 쿠웨이트에 업무차 출장을 갔다가 전날 입국한 것으로 확인되었다. 밀접접촉자는 20명 정도로 파악됐다. 질병관리본부는 해당 접촉자에 보건소 등을 통해 밀접접촉자임을 통보하고 자택 격리 등 조치에 들어갔다.
- 9월 9일
  - 중국 윈난성 푸얼시에서 규모 5.9의 지진이 발생, 28명이 다치고 가옥 3만여채가 파손됐다.
  - 2018년 스웨덴 의회선거가 치러졌다.
- 9월 11일 - 대한민국 국무회의에서 위수령 폐지령안을 심의, 의결해 68년만에 폐지되었다.
- 9월 12일 - 대한민국 검찰은 만화가 윤서인과 前 MBC 기자 김세의를 故백남기 유족에 대해 명예훼손 혐의로 징역 1년을 구형했다.
- 9월 13일 - 대한민국 정부에서 9.13 부동산 종합대책을 발표하였다.
- 9월 14일
  - 미국 동부 해안 상륙을 앞두고 허리케인 플로렌스(Florence)가 2등급 허리케인으로 약화하였다. 그러나 여전히 강한 비바람을 동반해, 많은 피해가 예상되었다. 기존에 비상사태가 선포된 지역인 노스캐롤라이나주, 사우스캐롤라이나주, 버지니아주에 이어 조지아주, 메릴랜드주, 워싱턴 D.C.(컬럼비아 특별구) 등에도 비상사태가 선포되었다.
  - 2018년 3차 남북정상회담: 대한민국과 조선민주주의인민공화국이 의전 및 경호, 보도 등에 대한 실무회담을 판문점에서 개최한다. 양측은 오는 18일부터 20일까지 평양에서 정상회담을 진행하였다.
  - 쌍용자동차 - 노조 양측이 9년만에 해고노동자 119명 전원 원상복직에 합의하였다.
- 9월 15일
  - 제22호 태풍 망쿳이 필리핀 북부 루손섬에 상륙해 최소 2명이 숨지는 인명 피해가 발생하였다. 망쿳은 허리케인 등급으로는 5등급에 해당하는 위력으로 상륙하였으며, 이후 세력이 다소 약화(4등급)하였으나, 여전히 강력한 위력으로 중화인민공화국 남부 해안방향으로 이동하고 있다.
  - 오후 9시45분에 경상북도 울진군 동쪽 46km 해역에서 규모 2.4의 지진이 발생했다. 대한민국 기상청은 이 지진으로 인한 별다른 피해는 없을 것으로 분석했다.
- 9월 18일
  - 2018년 제3차 남북정상회담: 대한민국 문재인 대통령이 조선민주주의인민공화국 평양시 순안공항에 도착하였다.
  - 튀르키예 하타이주에서 시리아 반군 지역으로 밀입국을 시도한 한국인 남성이 당국에 붙잡혀 추방되었다.
  - 대전광역시 중구에 있는 대전오월드에서 퓨마가 탈출해 오후 9시 44분에 사살하였다.
- 9월 19일 - 일본 미야기현부근 바다에서 규모4.9 지진이 발생하였다.
- 9월 21일 - 아프리카 탄자니아·우간다·케냐 접경지역에 있는 빅토리아 호수에서 여객선 전복사고로 100명 이상이 숨지는 사건이 발생하였다.
- 9월 22일
  - 일본 미야기현 센다이시에서 대학생이 파출소 습격하는 사건이 벌어졌다. 그 과정에서 경찰이 피살되었다.
  - 이란 아흐바즈에서 군사 퍼레이드 중 이란 군복으로 위장한 남성들이 관람객 등을 상대로 총격을 가해 24명이 사망하고 최소 60여 명이 다쳤다.
- 9월 25일 - 대한민국 경기도 시흥시 정왕동 한 플라스틱 공장에서 원인을 알 수 없는 화재가 발생하여 중국인 1명이 숨졌다.
- 9월 26일 - 오후 7시19분에 충청북도 청주시 흥덕구 강내면 경부고속도로 상행선 청주IC 인근에서 4중 추돌사고가 발생해 운전자와 승객 등 30명 이상이 부상당했다.
- 9월 28일
  - '전 좌석 안전띠 의무화' 등을 포함한 개정된 도로교통법이 시행된다. 자전거 음주 운전도 처벌 대상이 되었다.
  - 2018년 술라웨시 지진 :인도네시아 술라웨시섬에서 규모 7.5의 강진이 발생하였다.강진과 쓰나미로 목숨을 잃은 사람의 수가 400명이상으로 급증한 것으로 파악되었다.
- 9월 29일
  - 태풍 짜미가 일본 오키나와에 상륙했다. 오사카 간사이국제공항 항공편이 결항되고 정전이 발생하는 등 피해가 커지고 있다.
  - 대한민국 경찰이 대형마트 제품을 수제 쿠키로 속여 판 의혹을 받고 있는 충북 음성 '미미쿠키'를 압수수색했다.
  - 대한민국 경부고속도로 칠곡휴게소 앞에서 부산에서 충남 예산군으로 가던 관광버스에 화재가 발생해 승객 38명과 운전자는 무사히 대피해 인명 피해는 없었다.
- 9월 30일
  - 멕시코 포포카테페틀산 화산이 분화하기 시작하면서 인근 지역에 비상이 걸렸다.
  - 제24호 태풍 태풍 짜미로 인해 일본에서 최소 1명이 실종되고, 72명이 부상을 입었다. 가고시마현 아마미시 나제 항구 방파제에 있던 높이 11m 짜리 빨간색 등대는 통째로 뽑혀 깜쪽같이 사라져버렸다.

### 10월
- 10월 2일
  - 영국 런던서 열린 홍콩 민주화 토론회를 취재하던 중국의 관영 CCTV 여기자가 폭행 혐의로 체포되었다.
  - 대한민국 서울특별시 택시 요금이 기본요금 (3000원)에서 1000원이 인상된다.
- 10월 3일 - 사진 공유 앱 인스타그램이 영국 런던, 미국 샌프란시스코, 싱가포르, 대한민국 등을 포함한 여러 도시의 일부 이용자들에게 접속이 안 되는 오류가 발생했다.
- 10월 4일
  - 2018년 술라웨시 지진: 술라웨시섬 팔루 지역에서 실종됐던 대한민국 국적 교민 1명이 시신으로 발견됐다고 외교부가 밝혔다.
  - 대한민국 서울 지하철 3호선 안국역에서 결핵 환자가 타고 있다는 신고가 접수돼 승객들이 출근길 열차에서 하차하는 소동이 벌어졌다. 현장에 출동한 소방대원이 검사한 결과 실제 활동성 결핵 환자인 것으로 확인되었다.
- 10월 5일 - 대한민국 서울중앙지방법원 형사27부는 1심에서 이명박 前 대통령에게 징역 15년 형·벌금 130억 원·추징금 82억 7,070만 3,643원을 선고했다.
- 10월 7일 - 오전 11시에 대한민국 경기도 고양시 덕양구 화전동 대한송유관공사 경인지사 고양저유소의 휘발유 탱크에서 유증기 폭발사고로 대형화재가 발생했다.
- 10월 11일 - 더불어민주당 박용진 의원이 '비리 유치원 명단'을 공개하였다.
- 10월 12일
  - 튀르키예 법원이 앤드루 브런슨(Andrew Brunson) 목사에 대하여 석방을 명령하였다. 지난 2016년 10월 투옥된 브런슨 목사 억류와 관련하여 터키와 미국의 관계가 악화되었으며, 2018년 8월에는 이에 대한 경제 제재가 발표되면서 터키의 리라화 가치가 폭락한 바 있다.
  - 네팔 다울라기리산 구르자히말 등반 중이던 실종된 김창호 대장과 임일진 다큐멘터리 감독, 한국인 4명이 베이스 캠프를 덮친 산사태와 눈폭풍으로 인한 사고로 사망했다.
- 10월 14일 - 대한민국 서울특별시 강서구 내발산동에서 PC방 살인 사건이 발생하였다.
- 10월 15일
  - 미국의 유통 업체 시어스(Sears)가 뉴욕 파산법원에 연방파산법 11조에 따른 파산 보호를 신청하였다. 신청서에 기재된 시어스의 부채는 약 113억 달러(한화 약 12조 8,176억 원) 규모인 것으로 알려졌다.
  - 대한민국 외교부와 대한민국 문화체육관광부가 새 전자여권 시안을 공개했다.
  - 성균관대학교 인문사회캠퍼스에서 총여학생회를 완전히 폐지하였다.
- 10월 16일 - 김포맘카페 회원들의 비난에 보육교사가 스스로 생을 마감해 논란이 되는 사건이 발생하였다.
- 10월 17일
  - 네팔 히말라야 등반 도중 숨진 김창호 대장과 유영직(장비 담당), 이재훈(식량·의료 담당), 임일진(다큐멘터리 영화 감독), 정준모(한국산악회 이사) 등 5명의 사망자 시신을 실은 대한항공이 인천국제공항에 도착했다. 19일에 합동영결식이 진행되었다.
  - 세계 최대의 동영상 사이트 유튜브 사이트가 오전에 갑자기 먹통이 되는 사건이 발생하였다.
- 10월 18일
  - 아프가니스탄 칸다하르주 주지사 공관에서 열린 회의 석상에서 총격 사건이 발생하였다. 총격으로 압둘 라지크 경찰청장 등 고위인사 2명이 숨졌다. 회의에 참석한 오스틴 스콧 밀러(Austin S. Miller) 주(駐) 아프가니스탄 미군 사령관이 주 표적이었으나, 무사한 것으로 알려졌다.
  - 미국 텍사스주에서 홍수가 발생, 최소 2명이 숨졌으며, 수십 채의 가옥이 피해를 입었다.
- 10월 21일 - 이란 현 열차 탈선 사고: 중화민국 타이베이시 인근에서 열차 한 대가 탈선하면서 최소 18명이 사망하고 171명이 부상당한 사고가 발생하였다.
- 10월 22일 - 대한민국 서울특별시 강서구 등촌동에서 아파트 전처 살인 사건이 발생하였다.
- 10월 23일
  - 대한민국 충청남도 홍성군 갈산면 서해안고속도로 목포 방향 226㎞ 지점에서 승용차와 화물차 등 차량 4대가 추돌했다. 이 사고로 승용차에 타고 있던 1명이 사망하고 7명이 부상당했다.
  - 목포 초등학생 뇌사사건 : 대한민국 전라남도 목포시 서해초등학교에서 한 아이가 동급생 친구에게 무차별적인 폭행을 받아 뇌사상태로 의식불명되는 사건이 발생하였다. 그 사건이 일어난 직후 24일 가수 남성그룹 유키스의 훈이 그 피해자가 자신의 가족이라고 말했다.
- 10월 24일 - 서울중앙지방법원은 강용석 변호사의 '도도맘 김미나 불륜 스캔들' 관련 사문서 위조 혐의 선고 공판에서 징역 1년을 선고하고 법정구속했다. 변호사법에 따르면 최종심에서 금고 이상 형이 확정될 경우 변호사직을 잃을 수도 있다고 했다. 하지만 형 집행이 끝난 이후 5년까지는 변호사직이 정지되며, 집행 유예를 받았을 경우에도 이후 2년까지 자격정지된다. 이와 관련해 김부선 관련 재판에도 막대한 영향이 끼칠 것으로 보인다.
- 10월 25일
  - 대한민국 경상북도 경주시 남남서쪽 9km지역에서 규모 2.3 지진이 발생하였다.
  - 대법원 1부는 변호사법 위반 등 혐의로 기소된 최유정 변호사의 재상고심에서 징역 5년6개월에 추징금 43억1천250만원을 선고한 원심판결을 확정되었다.
  - 부산 사하구에 있는 한 아파트에서 일가족 4명이 살해된 채로 발견되었다.
  - 2018년 미국의 우편 폭탄 배달 사건: 미국에서 버락 오바마 전 대통령과 빌 클린턴 전 대통령, 힐러리 클린턴 전 장관의 자택 앞으로 보내진 우편물에서 폭발물로 의심되는 장치가 발견됨따라 미국 방송사 CNN 지국이 있는 뉴욕 타임워너센터에서도 폭발물로 의심되는 우편물이 발견되었다.
- 10월 26일 - 고 백남기유족의 명예를 훼손한 혐의를 받는 만화가 윤서인와 전 MBC 기자 김세의가 정보통신망법 위반(명예훼손) 혐의로 각각 벌금 700만원이 선고되었다.
- 10월 27일 - 미국 펜실베이니아주 피츠버그 스쿼럴 힐에 있는 유대교 예베당에서 벌어진 총격전으로 최소 11명이 사망하고 4명의 경찰을 포함한 6명이 부상을 입었다.
- 10월 28일 - 2018년 브라질 대통령 선거: 지난 10월 7일 치러진 1차 투표의 1위·2위 후보인 사회자유당(PSL) 자이르 보우소나루 후보와 노동자당(PT) 페르난두 아다지 후보에 대한 2차 결선 투표가 진행된다.
- 10월 29일 - 인도네시아 자카르타에서 방카섬 팡칼피낭으로 향하던 인도네시아 여객기가 해상으로 추락했다. 사고 당시 해당 여객기에는 승객 181명, 조종사 2명, 승무원 5명 등 모두 188명이 전원 사망하였다. PRODUCE 48으로 데뷔한 IZ*ONE이 첫번째 콘서트를 진행하였다
- 10월 30일 - 대한민국 대법원은 일제 강제 징용 피해자들에 대해 일본 기업의 배상 책임을 인정하며, 지난 1965년 한·일 청구권협정으로 징용 피해자들의 배상받을 권리가 사라지지는 않았다며 1인당 1억 원씩 지급하라고 판결하였다
- 10월 31일 - 세계에서 가장 큰 조각상 목록: 인도에서 세계 최대크기의 동상인 통일의 조각상 제막식이 진행되었다. 제막식에는 나렌드라 모디 총리 등이 참석하였다. 공개된 동상 높이는 약 182m로 뉴욕에 위치한 자유의 여신상의 두 배 정도이고, 제작에는 5년 여에 걸친 공사 기간과 한화 약 4,900억원의 비용이 들었다. 동상의 모델은 인도의 초대 부총리를 지낸 사르다르 발라브바이 파텔(Vallabhbhai Patel)이다. 동상은 인도 서부 구자라트주의 사르다르 사로바르 댐 인근에 위치해있다.

### 11월
- 11월 1일
  - 10월 29일 인도네시아 해상에 추락한 라이온에어 610편(JT610)의 블랙박스(비행기록장치)가 사흘 만에 회수되었다.
  - 미중 관계: 미국의 도널드 트럼프 대통령이 중화인민공화국의 시진핑 국가 주석과 전화로 통화하였으며, 무역 및 북핵 문제에 대하여 논의했다고 밝혔다. 양국은 무역 분쟁으로 관세 부과조치를 주고 받으며 상호간에 갈등을 겪고있다. 오는 11월 30일 개최 예정인 G20 정상회의에 즈음하여 정상회담을 가질 예정인 것으로 알려졌다.
- 11월 4일 - 누벨칼레도니 독립을 위한 국민투표를 개시하였다.
- 11월 5일
  - 북한 황해남도 옹진군 앞바다에서 5일 약 5분 간격으로 두 차례 지진이 발생했다. 오후 12시 2분에 옹진군 남서쪽 43km 해역에서 규모 3.2의 지진이 발생하였고, 12시 7분에 옹진군 남서쪽 44km 해역에서 규모 3.1의 지진이 발생했다.
  - 대한민국 미투 운동의 대표 주자 서지현검사는 안태근 전 수석 검사에 대한 육체적, 정신적 고통에 대한 소송을 제기했다.
- 11월 6일 - 2018년 미국 상원의원 선거, 하원의원 선거: 미국에서 상원 의원 100석 중 3분의 1을 새로 선출한다. 그리고 하원 의원 전체 435석을 새롭게 선출한다. 이와 함께 주지사 선거도 치러진다.
- 11월 7일
  - 대한민국 경기남부지방경찰청은 양진호 한국미래기술 회장을 갑질 폭행과 음란물 유포 방치, 마약 혐의 등으로 체포하였다.
  - 2018년 사우전드오크스 총기 난사 사건: 미국 캘리포니아주 사우전드오크스의 한 술집에서 총기 난사가 발생하여 13명이 사망하고 25명이 부상을 입었다.
- 11월 8일 - 미국 연방준비제도(Fed, 연준)가 이틀간의 연방공개시장위원회(FOMC) 회의를 갖고, 성명을 통해 기준금리를 동결(2.00%~2.25%)한다고 밝혔다. 연준은 2018년 들어 지난 3월과 6월, 9월에 각각 0.25%씩 금리를 인상한 바 있다.
- 11월 9일 - 종로 고시원 화재: 대한민국 서울특별시 종로구 관수동 청계천 인근 고시원에서 오전 5시에 화재가 일어나 7명이 죽고 11명이 다쳤다. 해당 건물에는 자동 경보 설비와 비상벨 설비는 있었으나 스프링클러 설비는 없던 것으로 확인되었다.
- 11월 10일 - 브라질 니테로이에서 산사태가 발생해 최소 10명이 숨졌다.
- 11월 12일
  - 남북은 '9·19 군사합의서'에 따른 GP 시범철거를 시작했다.
  - 숙명여고 시험지 문제 유출' 의혹에 대한 경찰 수사가 종료되었다. 전 교무부장은 '기소의견' 검찰쪽으로 송치, 쌍둥이 자매 거취는 시험점수가 재산정(0점 처리)으로 됨으로 따라 '퇴학'으로 결정이 되었다.
  - 2018년 캘리포니아 산불 : 미국 캘리포니아주 북부와 남부에서 발생한 대형 산불로 인하여 최소 31명 이상이 사망하고 200명 이상이 행방불명인 것으로 집계되었다. 특히 캠프파이어에서만 29명이 숨진 것으로 확인되었다. 그 외에도 영화배우 킴 카다시안과 올랜도 블룸, 레인 윌슨, 제라드 버틀러, 알리사 밀라노, 가수 레이디 가가, 크리스 임펠리테리 등 연예인 다수가 산불로 집을 버리고 피난했다.
- 11월 13일 - 인천 중학생 추락사 사건: 대한민국 인천광역시에 위치한 한 아파트 옥상에서 중학생들이 동급학생 때리고 추락사에 이르게 한 사건이 발생하였다. 가해 학생 한명중 구속 되기전 당시에 입던 옷이 추락사한 중학생의 것으로 밝혀졌다.
- 11월 15일
  - 대한민국 강원도 철원시 시범철수 대상 휴전선 감시 초소를 460파운드 TNT 폭약을 사용해 폭파 방식으로 철거했다.
  - 가정폭력 가해자가 피해자의 바뀐 주민등록번호를 유출해 2차 피해를 유발하는 사례를 방지하기 위해 대한민국의 법원이 변경된 주민등록번호를 비공개하는 제도를 운용한다.
  - 유엔 안전 보장 이사회는 만장일치로 에리트레아의 제재를 해제하였다.
  - 서울 강서구 PC방 살인 사건: 대한민국 법무부는 서울 강서구의 한 PC방에서 아르바이트생을 잔혹하게 살해한 피의자 김성수의 정신감정 결과, 심신상실 또는 심신미약 상태가 아닌 것으로 확인되었다.
  - 오후 1시 10분에 서울특별시 종로구 인왕산에서 화재가 발생해 소방 당국이 진압에 나섰다.
- 11월 16일
  - 페이스북은 올해 가짜 계정 15억 개, 테러 선동 콘텐츠 1억2천4백만 개, 음란물 6천600만 개를 삭제했다고 밝혔다.
  - 대한민국 국토교통부 소속의 대도시권 광역 교통위원회가 출범하였다.
- 11월 17일 - 경기남부지방경찰청 사이버수사대는 "혜경궁 김씨" 트위터 계정 소유주가 이재명 경기도지사의 부인 김혜경이라고 수사결과가 나왔다.
- 11월 19일
  - 오전 3시 34분에 대전광역시 유성구 북서쪽 8㎞ 지점에서 규모 2.1의 지진이 발생하였다.
  - 20일 발사 예정이던 차세대소형위성 1호 발사가 발사체 점검 문제로 미뤄졌다.
  - 승무원 44명을 태운 채 남대서양에서 실종됐던 아르헨티나 해군 잠수함 ARA 산후안호의 잔해가 수색 종료 직전 극적으로 발견되었다.
  - 닛산 자동차의 회장 카를로스 곤(Carlos Ghosn)이 급여 축소 신고 및 횡령 등의 혐의로 체포, 구속되었다.
- 11월 20일
  - 서울 강서구 PC방 살인 사건: 김성수에 대한 감정유치 영장 기한이 만료됨에 따라 공주치료감호소에서 유치장이 있는 양천경찰서로 이송한다. 경찰은 이번 사건 수사를 마무리하고 21일 검찰에 기소의견으로 송치하였다. 범행 당시 폐쇄회로(CC)TV를 분석한 내용과 김성수의 동생에 대한 거짓말 탐지기 조사 결과 등을 종합적으로 분석해 최종 수사결과를 발표하였다.
  - 79년 베수비오화산 폭발로 파묻힌 이탈리아 남부의 고대 도시 폼페이에서 로마 신화 속 왕비를 관능적으로 그린 벽화가 발견되었다.
  - 미국 일리노이주 시카고의 한 병원에서 총격 사건이 일어나 총에 맞은 경찰관 한 명을 포함해 4명이 중태다. 총격범은 현장에서 사망했다.
  - 무단으로 저작물을 제공하던 최대 불법 공유 만화사이트 "마루마루" 사이트가 폐쇄되었다.
  - 문무일 대한민국의 검찰총장이 군사정권 시절 대표적인 인권유린 사례로 꼽히는 '형제복지원 사건'을 비상상고 했다.
- 11월 21일 - 김종양 전 경기지방경찰청장이 한국인 최초로 인터폴(ICPO·국제형사경찰기구) 신임 총재로 선출되었다.
- 11월 22일
  - 대한민국 서울중앙지방법원 형사합의26부는 상습준강간 등 혐의로 기소된 만민중앙교회 이재록 목사에게 1심 징역 15년을 선고했다. 80시간의 성폭력 치료 프로그램 이수와 10년간 아동청소년 관련 기관 취업제한 등도 명했다.
  - 대한민국 서울지방경찰청 사이버수사대는 법원에서 성폭력범죄의 처벌 등에 관한 특례법(카메라 등 이용촬영) 위반 혐의로 일간베스트 서버 압수수색 영장을 발부받아 회원 정보와 접속기록 등을 확보하였다.
  - 대한민국 경제사회노동위원회가 전국민주노동조합총연맹이 불참인 상태로 공식 출범하였다.
  - 대한민국 서울특별시에서 2019년부터 고등학교 3학년 학생 전체를 대상으로 무상급식이 실시되고 있다.
  - 대한민국의 물류회사 CJ대한통운의 노조가 무기한 총파업에 돌입한다고 밝혔다. 이로 인해 배송되는 택배는 당분간 차질이 불가피할 전망이다.
- 11월 23일 - 삼성전자가 반도체공장 노동자 백혈병 사태에 대해 사과문을 발표했다
- 11월 24일
  - 서울특별시 서대문구 충정로3가에 있는 KT 아현지사 건물의 지하 통신구에서 화재가 발생해 일대 KT망에 통신장애가 발생했다.
  - 중화민국에서 2018년 중화민국 지방공직인원 선거가 치러졌다. 이는 10개 항목의 국민투표도 함께 치러졌다.
  - 빅뱅의 승리가 운영하는 서울특별시 강남에 위치한 클럽 "버닝썬"에서 손님 A가 클럽 이사와 바운서(안전요원)에 의해 집단 폭행을 당한뒤, 이후 신고받고 출동한 경찰에 의해 추가로 폭행당하는 사태가 발생하였다.
- 11월 25일 - 러시아 군이 크림 대교인근에서 우크라이나의 군함 3척에 포격을 가하고, 나포하였다.
- 11월 26일
  - 중국 군용기가 대한민국 방공 식별 구역 3차례에 걸쳐 침범한 사건이 있었다.
  - 이란 케르만샤주(州) 사르폴레자헙 부근에서 규모 6.3의 지진이 발생했다.
  - 우크라이나의 페트로 포로셴코 대통령이 계엄령을 선포하였다. 전날(11월 25일) 발생한 자국의 군함 나포와 관련한 계엄령으로, 러시아와 인접한 국토의 3분의 1가량이 대상이다. 계엄령에는 동원령이 포함된 것으로 알려졌다. 의회의 승인에 따라 계엄령은 28일 오전 9시부터 효력을 발휘하며, 기간은 30일이다.
- 11월 27일
  - 김명수 대법원장을 태운 출근차량이 대법원 앞에서 화염병에 습격당하는 일이 벌어졌다. 화염병에 붙은 불이 승용차 조수석 앞바퀴에 옮아붙었고 현장에 있던 청원경찰들이 소화기로 즉시 진화했다.
  - 튀르키예 이스탄불에서 군용 헬기가 추락해 군인 4명이 사망하였다.
  - 대한민국 검찰청은 이재명 경기도지사 집무실을 압수수색을 시작하였다.
  - 제너럴 모터스(GM)가 북아메리카에서 전 세계 18만 명의 인력 중, 약 8%가량인 1만 4천여 명을 감원하고, 5개 공장을 폐쇄한다고 밝혔다. 또한 북미 지역 외에 2 곳의 해외 공장도 폐쇄할 것이라고 밝혔다. GM은 이를 통하여 약 60억 달러의 비용 절감하고, 이를 무인 자동차와 전기자동차 등에 투자할 것이라고 밝혔다.
- 11월 29일
  - 대한민국 대법원은 아동·청소년의 성 보호에 관한 법률상 강간 등 살인, 추행유인, 사체유기 등 혐의로 기소된 이영학의 상고심에서 무기징역형을 선고한 원심 판결을 확정했다.
  - 음주운전 인명피해에 대한 처벌 수위를 높인 특정범죄 가중처벌 등에 관한 법률(특가법) 개정안이 국회 본회의를 통과했다.
- 11월 30일
  - 도라산역에서 남북 공동 철도조사가 18일간 예정으로 시작되었다.
  - 아르헨티나 부에노스아이레스에서 G20 정상회의가 열렸다. 회의는 11월 30일, 12월 1일 양일간 진행되었다.

### 12월
- 12월 1일
  - 2018년 앵커리지 지진 : 미국 알래스카에서 규모 7.0의 강진이 발생하여 도로, 철도, 공항이 폐쇄되었다.
  - 멕시코에서 안드레스 마누엘 로페스 오브라도르가 대통령으로 취임을 하였다.
  - 산림청 소속 헬기가 산불진화를 위해 김포국제공항에서 이륙하던 중, 강동대교 부근 한강 상류부에 추락하여 1명이 사망하고, 2명이 중상을입었다.
  - 대한민국 경찰청은 12월 1일부터 한달 간 전좌석 안전벨트 미착용과 자전거 음주운전에 대한 특별 단속을 시행한다고 밝혔다.
- 12월 3일
  - 바레인에 주둔하는 미 5함대의 사령관 스콧 스터니 해군 중장이 숙소에서 숨진 채 발견되었다.
  - 프랑스 시위와 충돌: 프랑스 샹젤리제 거리 등 파리 중심가에서 벌어진 이른바 '노란 조끼' 시위가 격화해 폭력 사태로  번지자, 프랑스 정부가 강력 대응에 나섰다. 시위가 집중된 개선문에선 '무명 용사의 묘'가 훼손되고, 내부 조각상과 기념품 가게도 부숴지는 등 피해가 속출하였고 시위 과정에서 경찰차에 있던 소총이 도난당하는 일도 발생하였고, 파리에 여행을 온 한국 관광객들도 시내에 나가지 못하고 호텔 안에서 고립되었다.
- 12월 4일 - 경기도 고양시 백석동에서 온수배관 파열로 주변 아파트 난방 끊기는 사고가 발생하였다. 사고 현장에 고립돼 있던 차량에서 사망자 1명이 발견됐다. 경찰과 소방 당국은 사망 원인이 사고와 연관이 있는지 파악하고 있다. 또, 근처를 지나던 시민들이 화상을 입어 병원으로 옮겨졌다. 소방 당국에 따르면 중화상 환자가 2명 발생했고, 경상자도 19명이 넘는 것으로 파악되었다.
- 12월 5일
  - 서울디지털재단 이사장이 채용비리ㆍ가족동반 해외출장 등 각종 비위 의혹 감사를 받게 되어 직무가 정지되었다.
  - 덴마크의 스포츠 의류, 용품 제조 회사 험멜은 아프가니스탄 여성 축구 대표 선수들이 코치들과 직원들에 의해 성적 학대를 당했다고 주장한 후에 아프가니스탄 축구 연맹 대한 지원을 중단하였다.
- 12월 6일
  - 일본 남쪽 태평양상에서 훈련 중이던 미국 해병대 소속 항공기 2대가 해상에 추락해 1명은 구조되고 6명이 실종되는 사고가 발생하였다.
  - 평택제천고속도로에서 45인승 버스와 트럭이 추돌하는 사고가 발생하였다. 운전기사 1명이 사망하고 승객 18명이 부상을 당했다.
  - 대한민국에서 극단주의 테러조직 IS를 추종하는 활동을 하며 단체 가입을 선동했다가 처음으로 테러방지법이 적용돼 기소된 30대 시리아인에게 실형이 선고됐다.
  - 권양숙 영부인을 사칭해서 윤장현 전 광주광역시장에게 수억원을 뜯어낸 사기범이 또 다른 사기를 벌이는 과정에서 문재인 대통령도 사칭했던 것으로 드러났다.
  - KBS 1TV 오늘밤 김제동 제작진이 '김정은 위인 맞이 환영단' 단장과의 인터뷰를 방송 논란이 휩싸인 가운데 입장을 밝혔다. 방송 이후 현행법에 반국가단체로 규정된 북한의 김정은을 찬양하는 방송을 내보낸 것과 관련, 제작진에 대한 비판이 이어졌다.
  - 아프가니스탄 선거관리위원회는 후보자의 사기 및 부정으로 카불에서 진행된 모든 투표가 무효로 처리되었다고 발표하였다.
- 12월 7일 - 2018년 유엔 기후 변화 회의: 196개국 대표들이 지구 온난화에 대한 파리 협약 이행 규칙에 동의하였다.
- 12월 8일
  - 강원도 강릉시 운산동 일대 강릉선 KTX 열차가 탈선하여 진부역∼강릉역 운행이 중단된 상태이며 14명의 경상자가 발생하였다.
  - 경상북도 구미시 북북서쪽 23km 지역에서 규모 2.4의 지진이 발생하였다.
- 12월 9일
  - 아르메니아에서 국회의원 선거가 실시되었다. 지난 4월에서 5월에 걸쳐 이루어진 혁명 이후 처음으로 실시되는 실시되는 국회의원 선거이다.
  - 오후 2시 6분에 경상북도 포항시 남구 동남동쪽 34㎞ 해역에서 규모 2.2의 지진이 발생하였다.
  - 저녁 8시 40분에 경기도 의정부 4층짜리 화재가 발생하여 불이 번지면서 불길이 10m 높이까지 치솟자, 화재 현장 근처에 고압선이 지나고 있어서 한국전력은 추가사고를 막기 위해 전력을 일시적으로 차단했다. 불은 1시간 만인 밤 9시 50분쯤 진화됐으며, 소방서 추산 3억여 원의 재산 피해가 발생했다.
- 12월 10일
  - 노란 조끼 시위: 경찰이 주요 도로를 차단해 도심 도로들은 텅 비어 있었다. 장갑차를 비롯해 경찰 차량을 빽빽하게 세워 12월 3일 난장판이 된 개선문으로는 시위대가 접근하지 못하도록 막았다. 시위 진압을 위해 장갑차를 동원한 것은 2005년 이민자 폭동 이후 13년 만에 처음이다. 지하철은 대부분 운행을 중단했고, 관광객은 눈에 띄지 않았다. 에펠탑, 루브르박물관, 오르세미술관 등 관광 명소와 시내 중심부의 쇼핑몰, 식당 대부분이 문을 닫았다. 그리고 보르도에 있는 애플 스토어 매장 내 제품 테이블에 올려져 있는 맥북, 아이폰, 아이패드 등이 시위자들에 의해 약탈당하는일이 발생하였다. 이 과정에서 상점의 창문이 훼손됐다. 현재 두 상점은 이 일로 인하여 임시 폐쇄되었다.
  - 미국 자유 아시아 방송은 북한당국이 대한민국과 협의 없이 개성공단을 무단 가동해서 고급 의류를 생산·판매하고 제품의 출처를 숨기기 위해 상표 없이 제품을 유통시키고 있고 생산된 물건들을 중국에 수출하거나 북한 국내에서 부유층을 상대로 고가에 판매하고 있다고 했다.
  - 아프가니스탄 전 여자 축구대표팀 선수가 여자 축구국가대표팀 성폭행 파문 의혹(12월 5일)을 폭로하자 대통령까지 나서 진상 조사를 지시한 가운데 파문의 핵심으로 지목받은 축구연맹 간부들이 무더기로 자격정지 처분을 받았다. 자격정지 대상에는 아프가니스탄 축구 연맹 회장을 비롯해 부회장 등 간부와 골키퍼 코치 등이 포함됐다.
  - 여성 모델을 강제추행한 혐의로 재판에 넘겨진 유명 사진작가 로타가 모델과의 신체 접촉이 있었다는 것은 인정했다. 검찰이 증인으로 신청한 피해자 A씨에 대한 증인신문은 2019년 1월 16일 오후 4시에 열렸다.
  - 아프리카 동부 수단에서 헬기콥터 추락으로 알카다리프 주 주지사와 4명의 다른 관리들이 사망하였다.
- 12월 11일
  - 12월 8일 관련하여 오영식 한국철도공사 사장은 강릉선에서 발생한 KTX 열차 탈선 사고 관련하여 사퇴하였다.
  - 대한민국 공직선거법 위반 등 혐의를 받는 이재명 경기도지사 부부에 대한 검찰의 기소 여부가 결정되었다.
  - 미국 재무부는 지속적이고 심각한 인권침해와 관련해 최룡해 북한 노동당 중앙위원회 부위원장과 정경택 국가보위상, 박광호 노동당 부위원장 겸 선전선동부장을 대북제재 대상에 추가하였다.
  - 부산지하철 1호선 집전장치(판토그라프)가 파손되어 첫차 1시간 36분 지연 운행이 되는 사건이 발생하였다.
- 12월 12일
  - 대한민국 국세청은 고소득 유튜브 제작자의 세금 탈루 의혹 등에 대해 구글코리아를 상대로 조사에 착수하였다.
  - 인천 중학생 추락사 사건: 인천광역시에서 또래 중학생을 집단폭행한 뒤 15층 아파트 옥상에서 추락해 숨지게 한 10대 남녀 4명이 재판에 넘겨졌다. 피의자 중 피해자의 패딩점퍼를 입고 법원에 출석한 10대에게는 사기죄가 추가로 적용되었다.
  - 대한민국 대법원은 사법행정권 남용 의혹 사건의 후속 조치로 법원행정처를 폐지하고 사법행정회의와 법원사무처를 신설하는 내용을 골자로 하는 개혁안을 국회에 보고했다.
  - 전라북도 부안군 동남동쪽 4㎞ 지역에서 규모 2.3의 지진이 발생하였다.
- 12월 13일
  - 조선민주주의인민공화국 개성시 인근에서 헬기로 추정되는 저속 비행체가 군사분계선(MDL) 쪽으로 내려온 것으로 알려졌다. 비행체가 전술조치선(TAL)으로 다가오자 대한민국 공군은 전투기를 긴급 발진시킨 사건이 있었다.
  - 대한민국과 조선민주주의인민공화국 철도·도로 연결 및 현대화 착공식이 12월 26일 판문역에서 열렸다.
  - 사기 혐의를 받는 래퍼 마이크로닷의 부모에게 인터폴(국제형사경찰기구)의 적색수배가 내려졌다.
  - 예멘 내전 (2015년-현재): 예멘 정부와 후티 반군이 호데이다에서 휴전하고, 병력을 철수하는 데 합의했다. 안토니우 구테흐스 유엔사무총장은 스웨덴 림보(Rimbo)에서 양측이 일주일간의 평화회담을 갖고, 이같이 합의했다고 밝혔다. 다음 협상은 2019년 1월 말로 예정되어있다.
- 12월 14일
  - 2018년 콘스탄티노폴리스-모스크바 분열: 우크라이나 대통령 페트로 포로셴코는 우크라이나 정교회가 새로운 교회의 수장으로 선출한 후 해외 러시아 정교회와 분리 된 새로운 동방 정교회의 설립을 선언하였다.
  - 12월 12일 프랑스 스트라스부르에서 발생한 총격 사건에서 총상을 입은 이탈리아 기자가 사망하였다. 총격 사건으로 인한 사망자는 4명으로 늘었다.
  - 호주 정부는 공식적으로 서 예루살렘을 이스라엘의 수도로 인정하지만 팔레스타인과의 평화 정착에 이르기까지 텔아비브 주재 대사관을 옮기지 않기로 하였다.
- 12월 15일 - 2018년 스리랑카 헌정위기: 마힌다 라자팍사 신임 총리가 사퇴 의사를 밝혔다.
- 12월 16일
  - 중국 쓰촨성에서 규모 5.7의 지진이 발생해 가옥이 무너지고 2명의 부상자가 발생하였다.
  - 인도네시아 소푸탄산에서 화산이 분화하였다.
  - 스위스 취리히에서 버스 충돌 사고로 1명이 사망하고 44명 부상자가 발생하였다.
- 12월 17일
  - 대한민국 경상북도 영덕군 동북동쪽 28㎞ 해역에서 규모 2.2의 지진이 발생하였다.
  - 대한민국 부산광역시 북항에서 하역해 부산신항으로 이동하려던 컨테이너에서 시가 1천900억원 상당 코카인 63.88㎏을 발견되었다.
  - 일본 북부 홋카이도의 중심도시 삿포로의 한 식당에서 폭발사고가 일어나 40여명이 다쳤지만 이 중 1명은 심각한 상태이다.
  - 브라질 고이아스주에서 신앙 치료를 한다며 300명이 넘는 여성들을 성폭행한 혐의로 경찰의 추적을 받아온 신앙치료사가 자수하는 사건이 발생하였다.
  - 대한민국 경찰청은 12월 18일부터 음주운전을 하다 사람을 사망에 이르게 한 경우 무기징역 또는 3년 이상의 징역(윤창호법 적용)으로 처벌이 대폭 강화되었다고 발표하였다.
- 12월 18일
  - 강릉 펜션 유독가스 질식 사고: 강릉의 한 펜션에서 대성고등학교 학생 10명이 단체 숙박 중 일산화 탄소 중독으로 의식이 없는 채로 발견되었다. 3명이 사망하고 6명은 의식이 없는 상태로 남아있으며 1명은 의식이 돌아왔다.
  - 일본 남서부 가고시마현의 화산 구치노에라부섬에서 대규모 분화가 발생하였다.
- 12월 19일
  - 영국 콘월주 팰머스에서 16,000톤 급 러시아 국적 화물선이 강풍으로 인하여 좌초하는 사건이 일어났다.
  - 미국 연방준비제도(Fed, 연준)가 기준금리를 0.25% 인상(2.00%~2.25% → 2.25%~2.50%)하였다. 2018년 들어 네 번째 인상으로, 미국 기준 금리는 연초 대비 1%가 상승한 수준이 되었다. 연준은 지난 3월과 6월, 9월에 각각 0.25%씩 금리를 인상한 바 있다. 한편 2019년도에는 예정했던 세 차례의 인상을, 두 차례로 줄일 것임을 시사하였다. 대한민국의 한국은행 기준금리(1.75%)와의 격차는 0.75% 높은 수준으로 벌어졌다.
- 12월 20일
  - 서울특별시 38세금징수과 기동팀은 전두환 전 대통령이 체납한 지방소득세 9억7800만원을 징수하기 위해 연희동 자택을 수색했다.
  - 페이스북이 가입자 개인정보 유출 혐의로 미국 워싱턴 D.C.로부터 소송을 당했다.
  - 캐나다 밴쿠버와 밴쿠버섬이 심한 폭풍으로 집과 도로가 손상되고 브리티시컬럼비아주에서는 100년된 부두가 파괴되었다.
  - 경기도 화성시 동탄신도시에 있는 초고층 주상복합건물인 메타폴리스에서 화재가 발생했으나, 경보기와 스프링클러가 정상작동했고 주민 350여 명이 황급히 대피한 덕분에 인명피해는 없었다.
- 12월 21일
  - 러시아 클류치 남동쪽 278km 해역 규모 7.4 지진이 발생하였다.
  - 미국 도널드 트럼프 대통령이 긴급 지출 법안에 대한 서명을 거부키로 한 데 대해 연방정부 폐쇄가 현실화될 가능성이 높아졌다.
- 12월 22일
  - 미국 도널드 트럼프 대통령이 긴급 지출 법안에 대한 서명을 거부키로 한 데 대해 예산안 처리가 불발되면서, 국방과 치안등 필수 공무를 제외한 일부 미국 연방 정부 기능이 폐쇄(셧다운) 되었다.
  - 쿠바 의회에서 개헌안이 통과되었다. 새 헌법에 대한 찬반 국민투표는 내년 2월로 예정되어 있다.
  - 2018년 순다 해협 쓰나미: 쓰나미가 순다 해협을 강타하여 최소 429명이 사망하고 1,500명이 부상당했다.
- 12월 24일
  - 민관합동조사단에서 BMW 자동차 화재사고 원인은 EGR 시스템의 구조적 결함 때문이라는 최종 결론을 발표하였다.
  - 대한민국 정부에서 결함을 은폐·축소하고 늑장리콜한 책임을 묻기 위해 BMW를 검찰에 고발하고 과징금 112억원을 부과할 계획이라고 밝혔다.
- 12월 25일 - 일본 정부가 각의(대한민국의 국무회의)에서 국제포경위원회(IWC) 탈퇴를 의결하였다.
- 12월 26일
  - 일본 스가 요시히데 관방장관이 국제포경위원회(IWC)를 탈퇴하고, 내년 7월부터 근해 및 자국의 배타적 경제 수역(EEZ)에서 상업 포경을 재개하겠다고 밝혔다. 전날(12월 25일) 각의에서는 IWC 탈퇴안이 의결된 바 있다. 일본이 2019년 1월 1일까지 IWC에 탈퇴 의사를 전하게 되면, 2019년 6월 30일 이후 상업 포경을 재개할 수 있다.
  - 오후 5시 16분에 서울특별시 강남구 청담동 강남구청 인근 5층 짜리 건물 신축공사장에서 화재가 발생하였다.
  - 태국은 의료 사용 및 연구를 위해 마리화나를 들어오는데 승인하였다.
  - 대한민국 검찰청은 청와대 민정수석비서관실 내 사무실 여러 곳을 압수수색하며 '민간인 사찰 의혹'에 대해 본격 강제수사에 착수하였다.
  - 대한민국 서울특별시지방경찰청 사이버수사대는 성폭력처벌법 위반(비동의촬영·유포 및 동의촬영·비동의유포) 혐의로 일베 이용자 13명을 검거하였다.
  - 이탈리아 에트나 화산 인근서 규모 4.8 지진으로 10여명의 부상자가 발생되었다.
- 12월 27일
  - 오전 3시 10분에 경상북도 봉화군 북동쪽 18㎞ 지역에서 규모 2.0의 지진이 발생하였다.
  - 대한민국 국회에서 2018년 태안화력발전소 사고에 대응하여 '김용균법'으로 불리는 산업안전보건법 개정안이 통과됐다.
- 12월 28일 - 이집트 피라미드 근처의 도로에서 사제 폭발물 폭발로 최소 4명이 숨지고, 10여 명이 부상을 입었다.
- 12월 29일 - 필리핀 민다나오섬에서 규모 6.9의 지진이 발생하였고 한때 필리핀과 인도네시아 일대에 쓰나미 경보가 내려지기도 하였으나, 해제되었다.
- 12월 31일 - 서울 종로구에 위치한 강북삼성병원에서 정신건강의학과 교수인 임세원이 진료하던 환자의 흉기에 맞아 사망했다.

## 문화
- 1월 2일 - 신기한나라TV가 개국하였다.
- 1월 3일 - 쥬만지: 새로운 세계가 대한민국에서 개봉되었다.
- 1월 4일 - 세종 ~ 청주 고속도로 본궤도에 올라가고 예비타당성 조사가 확정되었다.
- 1월 5일 - 삼성 휴대전화 삼성 갤럭시 A8이 출시되었다.
- 1월 9일 - 마이크로소프트에서 윈도우 8.1, 윈도우 서버 2012, 윈도우 서버 2012 R2의 메인스트림 지원이 종료되었다.
- 1월 11일 - 디즈니-픽사 장편애니 코코와 올라프의 겨울왕국 모험이 대한민국에서 동시 개봉되었고 쏘아올린 불꽃, 밑에서 볼까? 옆에서 볼까?도 개봉되었다.
- 1월 13일 - ● 인천국제공항철도 인천공항2터미널역이 개통되었다.
- 1월 14일 - 아산청주고속도로 옥산 분기점 ~ 오창 분기점 구간이 개통되었다.
- 1월 15일 ~ 1월 28일 - 2018 호주 테니스대회가 개막하였다.
- 1월 17일
  - LG CNS가 LG엔시스를 흡수합병하기로 결정되었다.
  - KTX 광명역 도심공항터미널이 개통되었다.
  - 빈센트 반 고흐의 진귀한 스케치 작품이 100여년만에 암스트레담 박물관에서 공개되었다.
- 1월 18일
  - 대한민국 인천국제공항 제2여객터미널이 개장하였다.
  - 덕수궁 광명문이 80년만에 제자리로 돌아갔다.
- 1월 22일 - 대한항공 CS300이 김포 - 울산 노선을 시작으로 상업 운항을 개시하였다.
- 1월 24일 - 중국과학원 신경과학 연구소 소속 과학자들이 세계 최초로 체세포 핵 치환(SCNT) 기법으로 원숭이를 복제하는 데 성공했다. 복제 원숭이의 이름은 중중(中中)과 화화(華華)이며 연구 결과는 국제학술지 '셀'(Cell)에 실렸다.
- 1월 26일
  - 동해선 영덕역 ~ 포항역 구간이 개통되었다.
  - 아주대학교 의과대학 이국종교수가 대한민국 합동참모본부로부터 첫 '명예 합참인'으로 위촉되었다.
- 1월 27일
  - 박항서 축구감독이 베트남에서 노동훈장을 받았다.
  - 미국은 2018년 동계 올림픽 사상 최대 규모의 선수단을 파견한다고 밝혔다.
- 2월 7일 - 부산외곽순환고속도로 진영 분기점 ~ 노포 분기점 구간이 개통되었다.
- 2월 9일 ~ 2월 25일 - 2018년 동계 올림픽이  대한민국 강원도 평창군에서 개최되었다.
- 2월 15일 - 1세대 아이돌 그룹 H.O.T.가 17년만에 재결합하였다.
- 3월 9일 ~ 3월 18일 - 2018년 동계 패럴림픽이  대한민국 강원도 평창군에서 개최되었다.
- 3월 24일 - 2018년 KBO 리그가 개막하였다.
- 3월 31일
  - MBC TV의 예능 프로그램인 무한도전이 13년만에 막을 내렸다.
  - SBS TV의 로또 6/45가 800회를 맞이하였다.
- 4월 18일
  - 한국프로농구 KBL 챔피언 결정전 6차전에서 서울 SK 나이츠가 원주 DB 프로미를 80대 77로 꺾고 시리즈 전적 4승 2패로 2000년 이후 18년만에 통산 2번째 우승을 달성하였다.
  - UTC 오후 10시 51분 미국 플로리다주 케이프커내버럴 공군 기지에서 우주망원경 TESS가 발사되었다.
- 4월 19일 - 스와질란드가  에스와티니로 국명을 변경하였다.
- 4월 20일 - 대한민국의 JTBC4가 개국하였다.
- 4월 28일 - ● 신분당선 미금역이 개통되었다.
- 4월 30일
  - 새마을호열차가 종운하였다. 5월 1일부터는 리미트 객차로 개조되어 운행하게 된다.
  - 구미역 ~ 경산역을 잇는 대구권 광역철도가 착공에 들어갔다.
- 5월 3일 - 2018년 백상예술대상이 개최되었다.
- 5월 5일 - NASA의 화성 탐사선 인사이트가 발사되었다.
- 6월 1일 - 대전광역시 시내버스와 대전 도시철도에서 캐시비 교통카드의 호환이 개시되었다.
- 6월 14일 - 2026년 FIFA 월드컵 개최지가  캐나다,  미국,  멕시코 3국 공동개최로 결정되었다.
- 6월 14일 ~ 7월 15일 - 2018년 FIFA 월드컵이 러시아에서 개최되었다.
- 6월 16일 - ● 수도권 전철 서해선 소사역 ~ 원시역 구간이 개통되었다.
- 6월 18일
  - 2018년 FIFA 월드컵 : 조별리그 G조 벨기에 VS 파나마 경기에서 루카쿠의 2골로 경기는 3대 0으로 벨기에가 승리했다.
  - 2018년 FIFA 월드컵 : 조별리그 F조 1차전 대한민국 VS 스웨덴 경기에서 그란크비스트의 PK골로 경기는 1대 0으로 스웨덴이 승리했다.
- 6월 24일
  - 2018년 FIFA 월드컵 : 조별리그 F조 2차전 대한민국 VS 멕시코 경기에서 멕시코 카를로스 벨라의 PK골과 하비에르 에르난데스의 추가골, 대한민국 손흥민의 만회골을 기록해 경기는 2대 1로 멕시코가 승리했다.
  - 사우디아라비아에서 금기시되었던 여성의 운전이 허용되었다.
- 6월 27일 - 2018년 FIFA 월드컵 : 조별리그 F조 3차전 대한민국 VS 독일 경기에서 후반 추가시간 1분과 6분에 김영권과 손흥민이 골을 넣으며 대한민국이 독일을 상대로 2대 0으로 승리했다. 이로 인해 독일은 약 80년만에 월드컵 조별리그(1라운드) 탈락이라는 불명예를 안게 되었고, 대한민국은 월드컵 역사상 독일에게 월드컵에서 승리하는 유일한 아시아 나라라는 기록을 세웠다.
- 7월 1일
  - 인천광역시 남구가 미추홀구로 변경되었다.
  - 2018 FIFA 월드컵 러시아 16강에서 프랑스가 아르헨티나를 꺾고 8강에 진출했다. (프랑스 4대 3 아르헨티나)
  - 2018 FIFA 월드컵 러시아 16강에서 우루과이가 포르투갈를 꺾고 8강에 진출했다. (우루과이 3대 1 포르투갈)
  - 2018 FIFA 월드컵 러시아 16강에서 스페인이 러시아를 꺾고 8강에 진출했다. (스페인 3대 1 러시아)
  - 2018 FIFA 월드컵 러시아 16강에서 크로아티아가 덴마크를 승부차기 3대 2로 8강에 진출했다.
- 7월 2일
  - 2018 FIFA 월드컵 러시아 16강에서 브라질의 네이마르, 피르미누의 골로 멕시코를 이기고 8강에 진출했다. (브라질 2대 0 멕시코)
  - 2018 FIFA 월드컵 러시아 16강에서 벨기에가 일본을 이기고 8강에 진출했다. (벨기에 3대 2 일본)
- 7월 3일 - 2018 FIFA 월드컵 러시아 16강에서 잉글랜드가 콜롬비아를 승부차기 4대 3으로 8강에 진출했다.
- 7월 4일 - 북한 평양에서 남북통일농구대회가 개최되었다.
- 7월 5일 - 대한민국 국토교통부가 새로운 자동차 번호판 개정안을 발표하였다.
- 7월 7일 - 2018년 FIFA 월드컵(8강전): 프랑스가 우루과이를 2대 0으로 꺾고, 벨기에는 브라질을 2대 1로 꺾었다. 프랑스, 벨기에 양팀은 오는 7월 10일 크레스톱스키 스타디움에서 준결승전을 치른다.
- 7월 7일 ~ 7월 8일 - 지름이 10미터에 달하는 소행성 2018NX와 2018NW가 11만 5,000km 거리에서 지구를 스쳐지나갔다.
- 7월 8일 - UFC226 헤비급 챔피언 스티페 미오치치와 라이트헤비급 챔피언 다니엘 코미어의 시합이 열렸고 코미어가 2체급 챔피언이 되었다.
- 7월 8일 - 2018년 FIFA 월드컵(8강전): 스페인이 크로아티아를 3대 0으로 꺾고, 잉글랜드는 스웨덴을 2대 0로 꺾었다. 스페인, 잉글랜드 양팀은 오는 7월 11일 루즈니키 스타디움에서 준결승전을 치른다.
- 7월 10일 - 2018년 FIFA 월드컵 준결승전에서 프랑스가 벨기에를 1대 0으로 꺾고 결승전에 진출하게 되었다.
- 7월 11일 - 2018년 FIFA 월드컵 준결승전에서 스페인이 잉글랜드를 3대 1로 꺾고 결승전에 진출했다.
- 7월 14일 - 2018년 FIFA 월드컵 3-4위전에서 벨기에가 잉글랜드를 2대 0으로 꺾고 3위에 올라갔다.
- 7월 15일 - 2018년 FIFA 월드컵이 폐막하였고 스페인이 프랑스를 2대 1로 꺾고 8년 만에 통산 2번째 우승을 달성하였다.
- 7월 17일 - 대한민국 제헌절 70주년
- 7월 18일
  - 디즈니 - 픽사 장편애니 인크레더블 2가 한국에서 개봉되었다.
  - 영동선 정동진역 ~ 강릉역구간 개통으로 무궁화호, 바다열차가 다시 운행을 시작하였다.
  - ● 수도권 전철 5호선 동대문역사문화공원역 노후 에스컬레이터 교체공사로 환승통로가 폐쇄되었다. 이에 따라 이날부터 10월 말일까지 2-4호선과 5호선 간의 환승을 할 수 없다.
- 7월 25일
  - 미션 임파서블: 폴아웃이 한국에서 선행 개봉되었다.
  - 김지운 감독의 영화 인랑이 개봉되었다.
  - 신비아파트: 금빛 도깨비와 비밀의 동굴이 개봉되었다.
- 7월 27일 - 한국 전쟁 정전협정 65주년
- 7월 29일 - 투르 드 프랑스에서 제레인트 토머스(Geraint Thomas)가 우승하였다.
- 8월 10일 - 삼성 갤럭시 노트 9가 국내에 출시되었다.
- 8월 12일 - NASA의 무인 우주선 파커 솔라 프로브(Parker Solar Probe)가 미국 플로리다주 케이프 커내버럴 공군기지에서 태양 탐사 임무를 수행하기 위해 발사되었다.
- 8월 14일 - 블리자드 엔터테인먼트가 월드 오브 워크래프트: 격전의 아제로스를 전세계 동시 출시하였다
- 8월 15일
  - 대한민국 광복절 73주년
  - 2018년 아시안 게임 축구 : 예선 E조 대한민국 VS 바레인 경기에서 대한민국의 6골로 6대 0으로 승리하였다.
- 8월 15일 - 대한민국의 NBS 한국농업방송이 개국하였다.
- 8월 18일 ~ 9월 2일 - 제18회 아시안 게임이  인도네시아 자카르타에서 개최되었다.
- 8월 19일 - 2018년 아시안 게임 펜싱 사격선수 이대명-김민정이 사격 혼성 10m 결승에서 은메달을 땄다.
- 8월 20일
  - 2018년 아시안 게임 축구 예선 E조 대한민국 VS 키르기스스탄 경기에서 1대 0으로 대한민국이 승리하여 16강에 진출하게 되었다.
  - 2018년 아시안 게임 펜싱 구본길이 남자 사브르 개인전 결승에서 오상욱을 꺾어 금메달 3연패를 달성하였다.
  - 2018년 아시안 게임 펜싱 전희숙이 여자 플뢰레 개인전 결승에서 금메달을 땄다.
- 8월 23일
  - 2018년 아시안 게임 축구 : 16강전 대한민국 VS 이란 경기에서 2대 0으로 대한민국이 승리하여 8강에 진출하게 되었다.
- 8월 25일 - 2018년 아시안 게임 카누: 대한민국(남)과 조선민주주의인민공화국(북)으로 구성된 남북단일팀이 용선 여자 200m(TBR-12 200m) 결승에서 56초 851의 기록으로 동메달을 기록하였다. 이는 남북단일팀이 국제종합대회에서 획득한 첫 메달이다. 한편, 금메달은 중화인민공화국(56초 161), 은메달은 인도네시아(56초 817)가 차지하였다.
- 8월 26일 - 2018년 아시안 게임 야구 B조 대한민국 VS 중화 타이베이 경기에서 2대 1로 중화 타이베이가 승리했다.
- 8월 27일
  - 2018년 아시안 게임 축구 8강전 대한민국 VS 우즈베키스탄 경기에서 4대 3으로 대한민국이 승리하여 4강에 진출하게 되었다.
  - 2018년 아시안 게임 축구: 박항서 감독이 이끄는 베트남 대표팀이 1대 0으로 시리아 대표팀을 꺾고 4강에 진출하였다. 베트남 대표팀의 아시안 게임 4강 진출은 이번이 처음이다.
- 8월 28일 - 2018년 아시안 게임 야구 B조 대한민국 VS 홍콩 경기에서 21대 3으로 대한민국이 승리했다.
- 8월 29일 - 2018년 아시안 게임 축구 4강전 대한민국 VS 베트남 경기에서 3대 1로 대한민국이 승리하여 결승전에 진출하게 되었다.
- 8월 30일 - 2018년 아시안 게임 야구 슈퍼라운드 대한민국 VS 일본 경기에서 5대 1로 대한민국이 승리하였다.
- 8월 31일 - 2018년 아시안 게임 야구 슈퍼라운드 대한민국 VS 중국 경기에서 10대 1로 대한민국이 승리하여 결승전에 진출하게 되었다.
- 9월 1일
  - 2018년 아시안 게임 야구 결승전 대한민국 VS 일본경기에서 3대 0으로 대한민국이 승리하여 금메달을 땄다.
  - 2018년 아시안 게임 축구 결승전 대한민국 VS 일본 경기에서 2대 1로 대한민국이 승리하여 금메달을 땄다.
- 9월 3일
  - 제55회 방송의 날 기념식.
  - 대한민국 공영방송 KBS가 KBS 1TV, KBS 2TV NEW BI를 공개하였다.
- 9월 7일 - 대한민국 경기도 고양시 고양종합운동장에서 열린 축구 국가대표팀 친선경기 대한민국과 코스타리카의 경기에서 2대 0으로 대한민국이 승리하였다.
- 9월 9일 - 제주불교방송 개국.
- 9월 12일 - 애플 휴대전화 아이폰 XS, 아이폰 XS 맥스, 아이폰 XR가 공개되었다.
- 9월 17일 - 독일에서 수소를 연료로 하는 수소열차가 세계최초로 운행을 시작했다.
- 9월 18일 - 대한민국 부산광역시 산성터널이 개통되었다.
- 9월 20일 - ● 수도권 전철 5호선 동대문역사문화공원역 노후 에스컬레이터 교체공사가 완료되었다.
- 9월 29일 - ● 인천국제공항철도 마곡나루역이 개통되었다.
- 10월 1일
  - 대한민국의 국군의 날 70주년
  - 노벨상 수상자 목록: 제임스 P. 앨리슨과 혼조 다스쿠가 면역항암요법에 대한 연구 공로로 2018년 노벨 생리학·의학상 공동 수상자에 선정되었다.
- 10월 2일 - 노벨상 수상자 목록: 아서 애슈킨, 제라드 무루, 도나 스트릭랜드 3인이 2018년 노벨 물리학상 수상자로 선정되었다.
- 10월 3일 - 노벨상 수상자 목록: 프랜시스 아널드, 조지 P. 스미스, 그레고리 윈터 3인이 2018년 노벨 화학상 수상자로 선정되었다.
- 10월 4일 - 김홍도의 삼공불환도 1962년 문화재보호법 제정 이후 56년만에 보물 2000호로 지정되었다.
- 10월 5일 - 노벨상 수상자 목록: 노벨 평화상의 영예는 콩고민주공화국의 성폭력 피해 여성을 도운 의사 드니 무퀘게와 IS의 성폭력 만행을 고발한 여성 운동가 나디아 무라드에게 노벨평화상 수상자로 선정되었다.
- 10월 6일 - 대한민국 서울특별시 영등포구 여의도에서 서울세계불꽃축제가 열렸다.
- 10월 6일 ~ 10월 13일 - 제3회 장애인 아시안 게임이 인도네시아 자카르타에서 개최되었다.
- 10월 13일 - V-리그 2018-19가 개막과 함께 한국프로농구 2018-19가 개막하였다.
- 10월 8일 - 노벨상 수상자 목록: 노벨 경제학상의 영예는 기후변화와 지속가능한 경제성장을 연구한 윌리엄 노드하우스와 폴 로머에게 노벨 경제학상 수상자로 선정되었다.
- 10월 11일 - 서울특별시 강서구 마곡동에 서울식물원이 임시 개장되었다.
- 10월 12일 - 영국의 공주 요크 공녀 유제니가 윈저성 세인트 조지 예배당(St George's Chapel)에서 결혼식을 올렸다
- 10월 17일 - 유럽 남방 천문대(ESO)가 올가 쿠치아티(Olga Cucciati) 박사를 주축으로 하는 국제 천문학 연구팀이 칠레에 있는 VLT 망원경의 ‘가시광선 다천체분광기’(Visible Multi Object Spectrograph, VIMOS)를 이용, 초기 우주의 초은하단 히페리온(Hyperion proto-supercluster)을 발견했다고 밝혔다. 히페리온은 약 110억 광년 거리에 있으며, 질량은 태양의 약 1,000조 배인 것으로 알려졌다.
- 10월 18일 ~ 10월 19일 - 벨기에 브뤼셀에서 2018년 아시아 유럽 정상회의가 진행되었다.
- 10월 20일 - ESA과 JAXA가 공동 추진하는 행성 탐사 프로젝트 베피콜롬보에 의해 제작된 탐사기 미오(みお)와 MPO(Mercury Planetary Orbiter)를 탑재한 아리안 5 운반로켓이 남미 프랑스령 기아나 쿠루 우주기지에서 01시 45분(UTC) 발사되었다.
- 10월 22일 - 대한민국 서울특별시 종로구 세종문화회관에서 대종상영화제가 열렸다.
- 10월 24일 - 홍콩과 마카오를 잇는 강주아오 대교가 개통되었다.
- 10월 25일
  - 대한민국 14회 서울평화상 수상자로 나렌드라 모디 인도 총리가 선정되었다.
  - 대한민국의 경찰의 날 73주년
- 10월 26일
  - 필리핀의 보라카이섬이 6개월 만에 개방하였다.
  - 록스타 게임스사가 레드 데드 리뎀션 2를 정식으로 출시가 되었다.
- 10월 29일 -
  - 메이저 리그 베이스볼 월드 시리즈 5차전에서 보스턴 레드삭스가 로스앤젤레스 다저스를 5대 1로 꺾고 시리즈 전적 4승 1패로 2013년 이후 5년만에 통산 9번째 우승을 달성하였다.
  - Mnet PRODUCE 48를 통해 탄생한 걸그룹 아이즈원이 데뷔하였다.
  - 이스탄불 공항 개항.
- 11월 3일 - 일본 프로 야구 일본 시리즈 6차전에서 후쿠오카 소프트뱅크 호크스가 히로시마 도요 카프를 2대 0으로 꺾고 시리즈 전적 4승 1무 1패로 통산 9번째 우승을 달성하였다. 2017년 일본 시리즈에 이은 2연패이다.
  - 최우수 선수(MVP)로는 가이 다쿠야(포수, 후쿠오카 소프트뱅크 호크스)가 선정되었다. 가이는 시리즈 타격(14타수 2안타, 타율 0.143)은 저조하였으나, 상대팀의 도루 시도 6개 모두를 저지하였다.
- 11월 6일 - 김포국제공항 개항 60주년
- 11월 8일 - 찰리 푸스 내한공연이 잠실실내체육관에서 개최되었다.
- 11월 10일
  - AFC 챔피언스리그 2018 결승전: 일본의 가시마 앤틀러스가 이란의 페르세폴리스 FC를 꺾고, 우승을 차지하였다.
  - 2018년 아시아-태평양 컬링 선수권 대회: 남자부에서는 일본, 여자부에서는 대한민국이 각각 금메달을 기록하였다. 대회는 대한민국 강릉실내종합체육관에서 진행되었다.
- 11월 11일 - 제1차 세계대전 종전 100주년
- 11월 12일 - KBO 리그 한국시리즈 6차전에서 SK 와이번스가 두산 베어스를 5대 4로 꺾고 시리즈 전적 4승 2패로 2010년 이후 8년만에 통산 4번째 우승을 달성하였다.
- 11월 15일
  - 2019학년도 대학수학능력시험: 대한민국 전역에서 대학수학능력시험을 실시했다.
  - 호남문화재연구원이 전북 고창의 무장읍성에서 상태가 양호한 비격진천뢰 11점을 발견했다고 밝혔다.
- 11월 16일
  - 제26차 국제도량형총회는 4가지 기본단위를 재정의하기로 하였다. 킬로그램(kg, 질량)은 플랑크 상수로, 암페어(A, 전류)는 기본 전하, 켈빈(K, 온도)은 볼츠만 상수, 몰(mol, 물질의 양)은 아보가드로 상수로 재정의된다. 바뀐 정의는 2019년도 세계 측정의 날(World Metrology Day, 매해 5월 20일)부터 적용된다.
  - 포켓몬스터 레츠고! 피카츄·레츠고! 이브이가 발매되었다.
- 11월 20일 - 대한민국 국토교통부는 수도권제2순환고속도로 포천-화도 구간 실시계획을 승인했다.
- 11월 26일 - 미국 항공우주국(NASA)이 인사이트 우주선이 성공적으로 화성에 착륙하였다고 밝혔다. 인사이트는 화성 지질 탐사 착륙선으로, 화성의 적도 부근에 있는 엘리시움 평원(Elysium Planitia)에 착륙하였다. 앞으로 약 2년 여 동안 지진계 설치를 비롯한 여러 임무를 수행하게 된다.
- 11월 27일 - 대한민국 문화재청 사범단속반은 2000년 10월 도난당한 울산 신흥사 승탑부재(1701년 제작)와 2013년 1월 도난당한 창원 상천리 석조여래좌상(조선 시대) 등 석조 불교문화재 2점을 전에 회수하였다.
- 11월 28일 - 2018년 세계 체스 선수권 대회에서 망누스 칼센이 파비아노 카루아나(Fabiano Caruana)를 꺾고 챔피언 칭호를 유지하였다.
- 11월 28일 ~ 12월 16일 - 2018년 남자 하키 월드컵이 인도의 부바네스와르에서 개최되었다.
- 11월 30일 - 도라산역에서 남북 공동 철도조사가 18일간 예정으로 시작되었다. 경의선 개성∼신의주 약 400㎞ 구간을 12월 5일까지, 동해선 금강산∼두만강 약 800㎞ 구간 12월 8일 ∼17일간 공동조사한다.
- 12월 1일 - 대한민국의 TV조선2, GM 개국.
- 12월 3일
  - 제23회 소비자의 날
  - 미국 항공우주국(NASA)의 오시리스-렉스 탐사선이 소행성 베누(101955 Bennu) 상공에 도착하였다. 탐사선은 소행성 관측 및 샘플 리턴 미션 등을 수행하게 되며, 2023년 9월경 지구로 되돌아올 예정이다.
- 12월 5일 - 프랑스 기아나 우주센터 국내독자기술 개발 첫 정지궤도위성 천리안 2A호가 발사에 성공하였다.
- 12월 6일 - 토트넘 홋스퍼 FC의 손흥민은 영국 런던 웸블리 스타디움에서 열린 2018~2019 잉글리시 프리미어리그 사우스햄튼전서 유럽 통산 100호 골을 달성하였다.
- 12월 8일 - 로또추첨방송이 방송사 SBS에서 MBC로 바뀌었고, 나눔로또에서 동행복권으로 변경되었다.
- 12월 11일 - 수도권 광역급행철도 C선: 대한민국 국토교통부는 경기도 양주시에서 서울 청량리~수원시를 연결하는 GTX(광역급행철도)-C 노선이 예비타당성조사를 통과했다고 밝혔다.
- 12월 12일
  - 한국기계연구원 연구진이 우리나라에서는 처음으로 스마트로봇 의족 상용화에 성공했다.
  - 경부고속도로 영천 나들목 ~ 언양 나들목 구간이 7년간의 공사 끝에 오후 6시부터 4차로에서 6차로로 개통하였다.
- 12월 15일 - 2018년 AFF 스즈키컵(2018년 아세안 축구 선수권 대회)
  - 베트남이 결승 2차전 경기에서 1대 0으로 말레이시아를 꺾고, 1·2차전 합계 3대 2로 통산 2번째 우승하였다. 베트남의 우승은 2008년 이후 10년 만이다.
  - 응우옌아인득(Nguyễn Anh Đức)이 전반 6분 기록한 골이 결승골로 이어졌다.
  - 베트남 대표팀을 지휘한 박항서 감독의 출신 국가인 대한민국에서는, 이례적으로 지상파 방송사 SBS에서 정규 방송을 결방하고, 결승 2차전 경기를 생중계하였다.
- 12월 17일 - 영화 보헤미안 랩소디가 시청자 수 800만명 돌파하였다.
- 12월 18일 - 2018년 대한축구협회 시상식: 올해의 선수상에 황의조 선수가 선정되었다.
- 12월 20일 - 2019년 AFC 아시안컵에 나설 23명의 축구대표팀 선수 명단이 최종 확정되었다.
- 12월 22일 - KBS 연예대상에서 이영자가 대상수상하였다.
- 12월 24일 - 토트넘 홋스퍼 FC의 손흥민은 에버턴 FC를 상대로 2골 1도움의 맹활약으로 파워랭킹 1위를 차지했다.
- 12월 27일 - 파주 운정과 서울 삼성동을 잇는 GTX A노선의 착공식이 일산 킨텍스에서 열렸다.
- 12월 28일 - SBS 연예대상에서 이승기가 대상수상하였다.
- 12월 29일 - MBC 방송연예대상에서 이영자가 대상수상하였다.
- 12월 30일 - MBC 연기대상에서 소지섭이 대상수상하였다.
- 12월 31일
  - 인디 록 장기하와 얼굴들이 활동을 종료하고 해체되었다.
  - 보이그룹 워너원이 활동을 종료하고 해체되었다.
  - 수도권 전철 분당선 청량리역이 연장개통되었다.
  - KBS 연기대상에서 김명민, 유동근이 공동대상을 수상하였다.
  - SBS 연기대상에서 감우성, 김선아가 공동대상을 수상하였다.

## 탄생
- 3월 9일 - 헬싱글란드와 예스트리클란드 여공작 마들렌 공주과 크리스토퍼 오닐의 차녀 블레킹에 여공작 아드리엔 공주.
- 4월 23일 - 영국 윌리엄 왕세손과 케이트 왕세손빈의 둘째 아들 웨일스 공자 루이.

## 사망

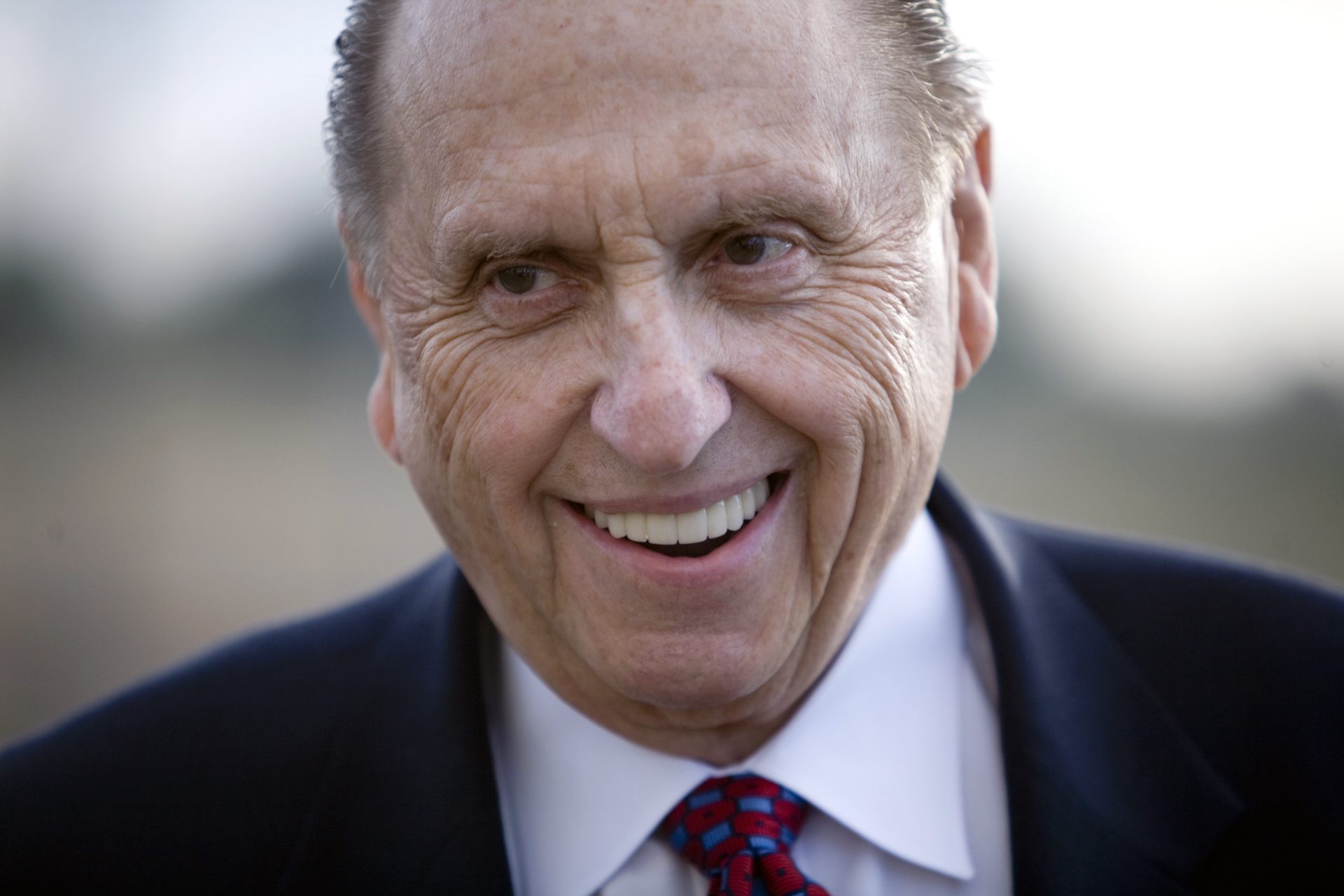
토머스 S. 몬슨

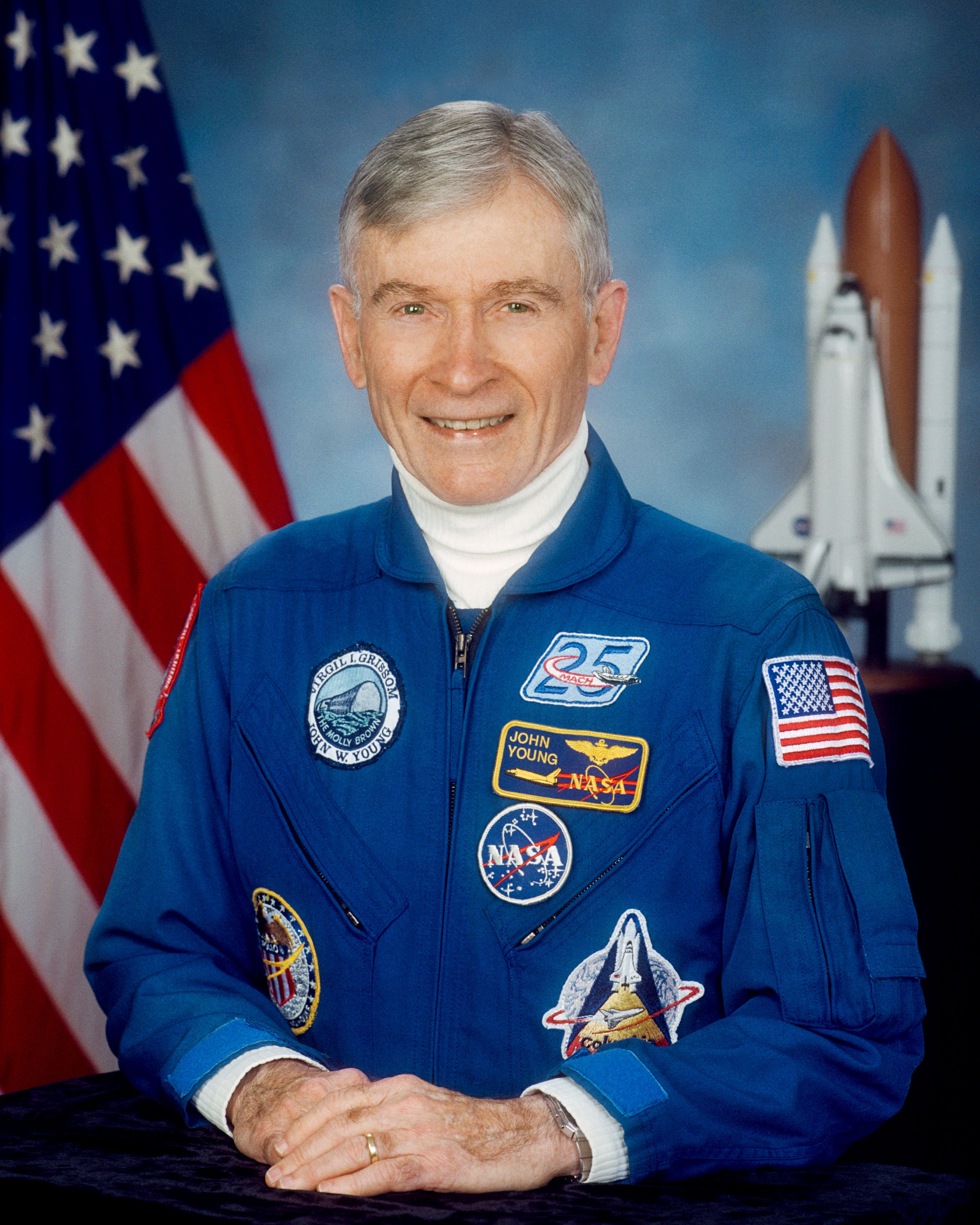
존 영

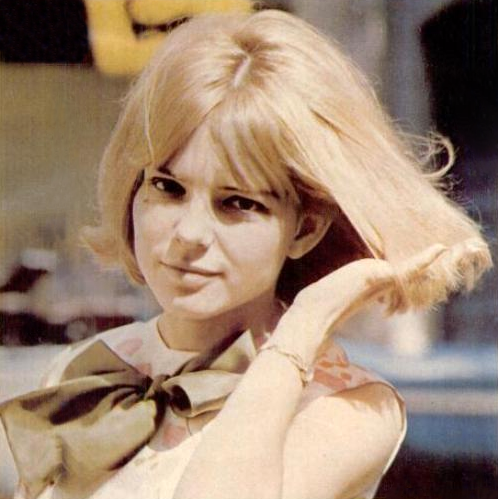
프랑스 갈

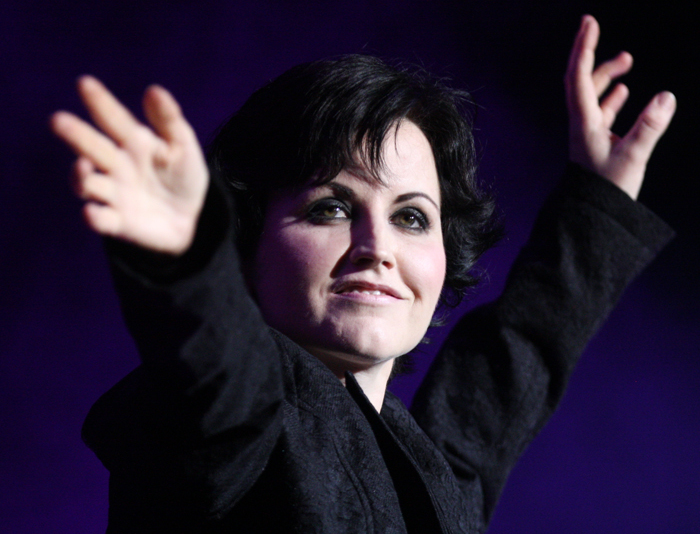
돌로레스 오리오던

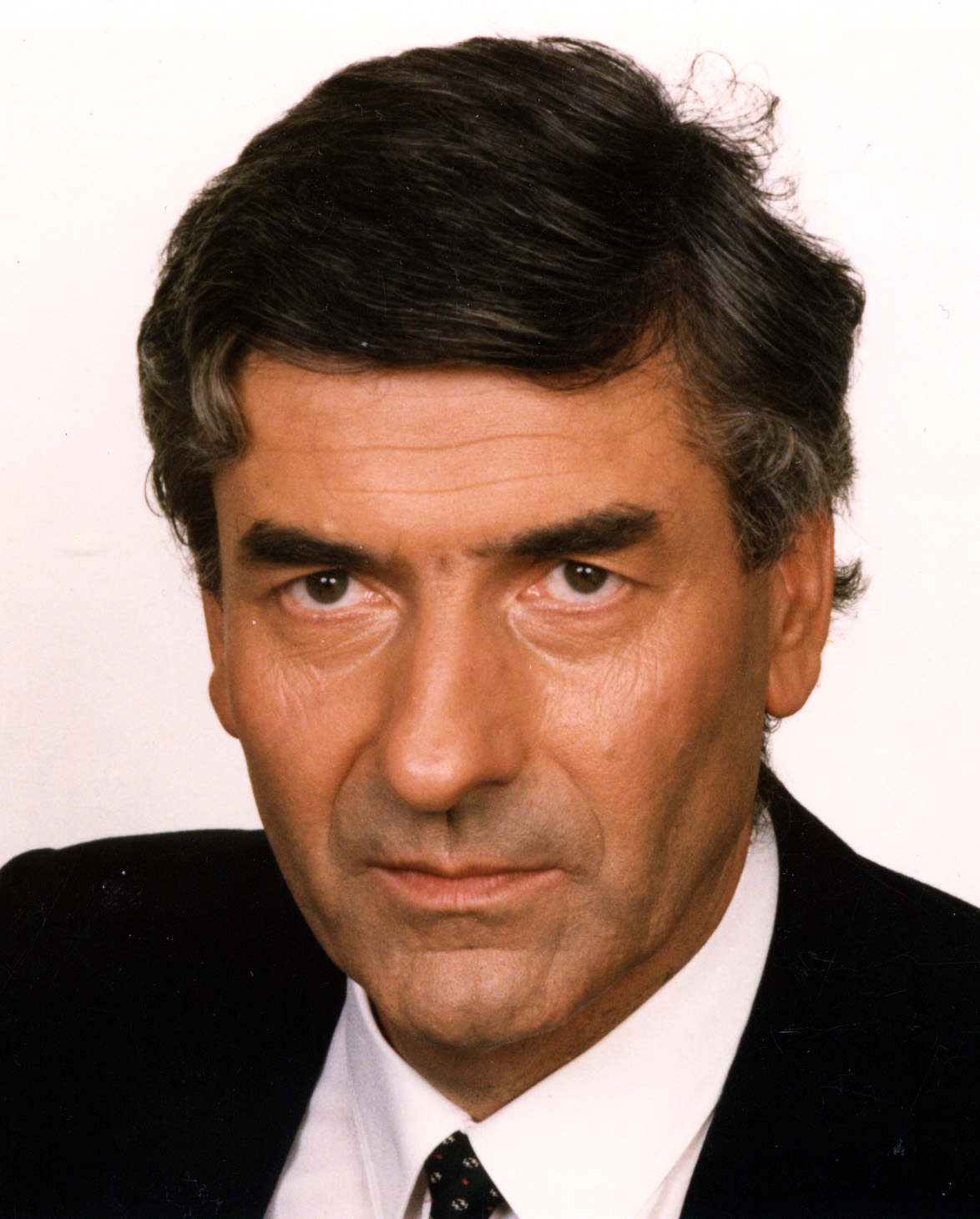
뤼트 뤼버르스

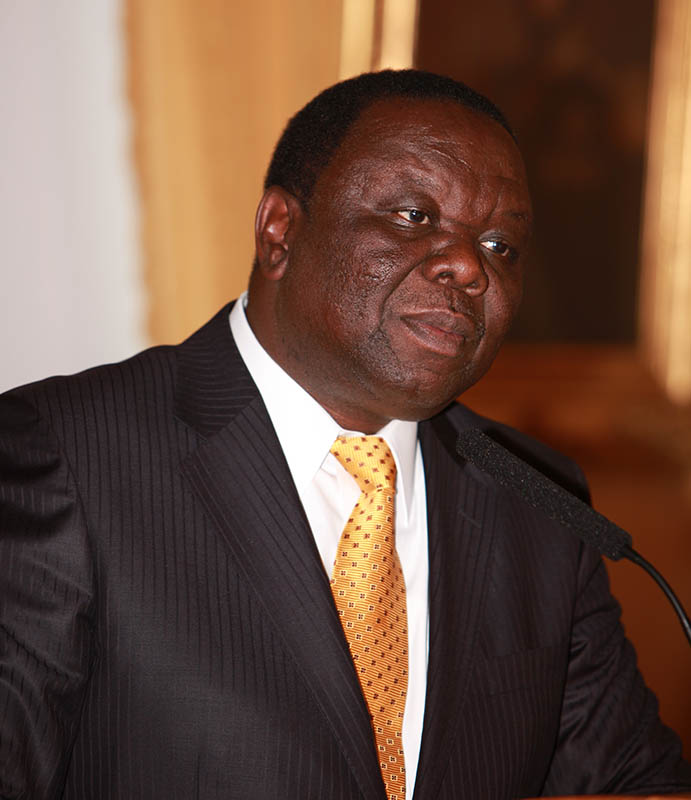
모건 창기라이

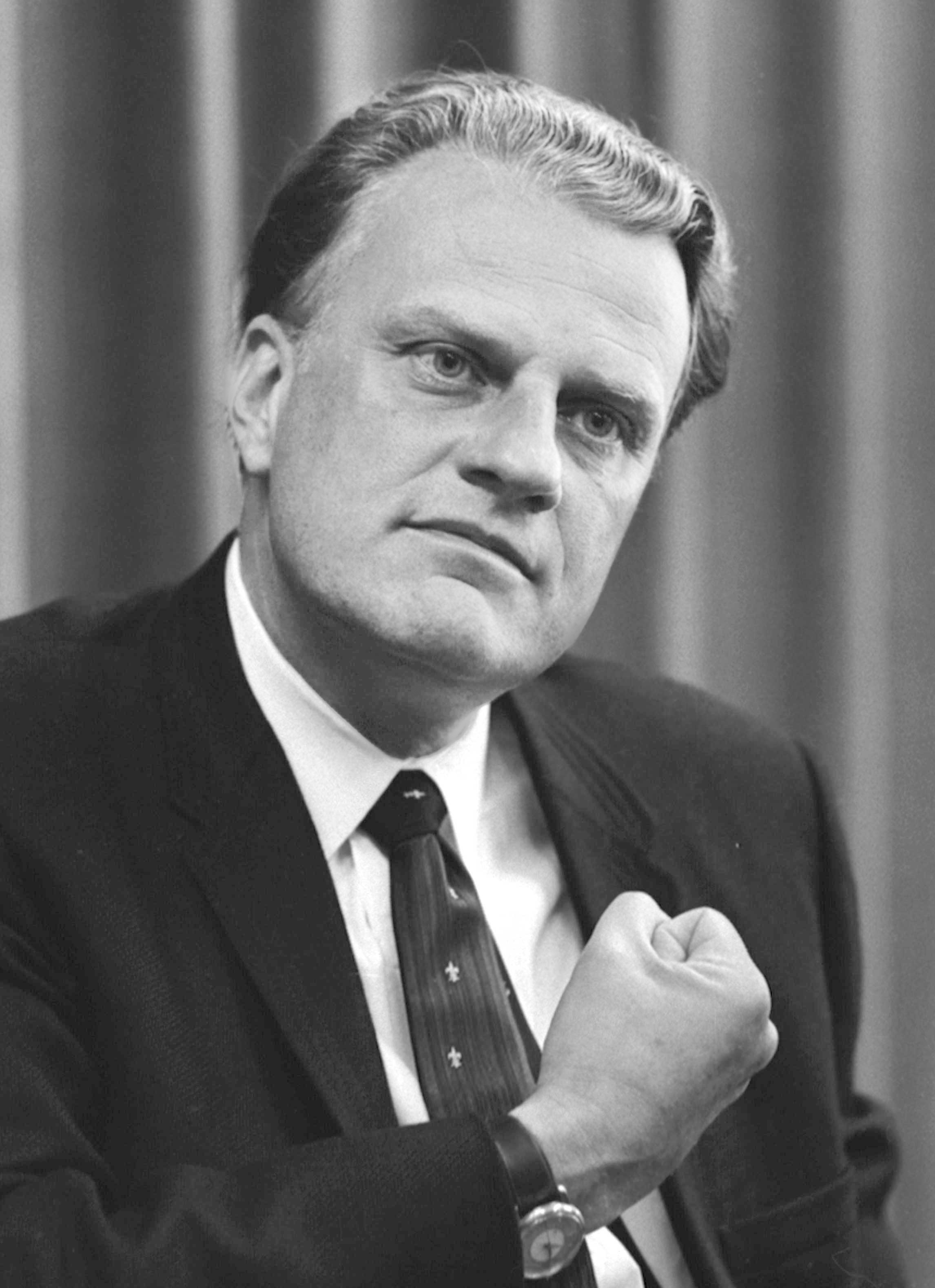
빌리 그레이엄

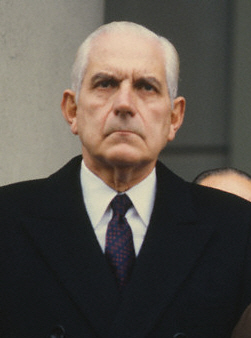
레이날도 비그노네

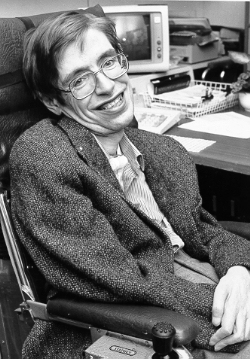
스티븐 호킹

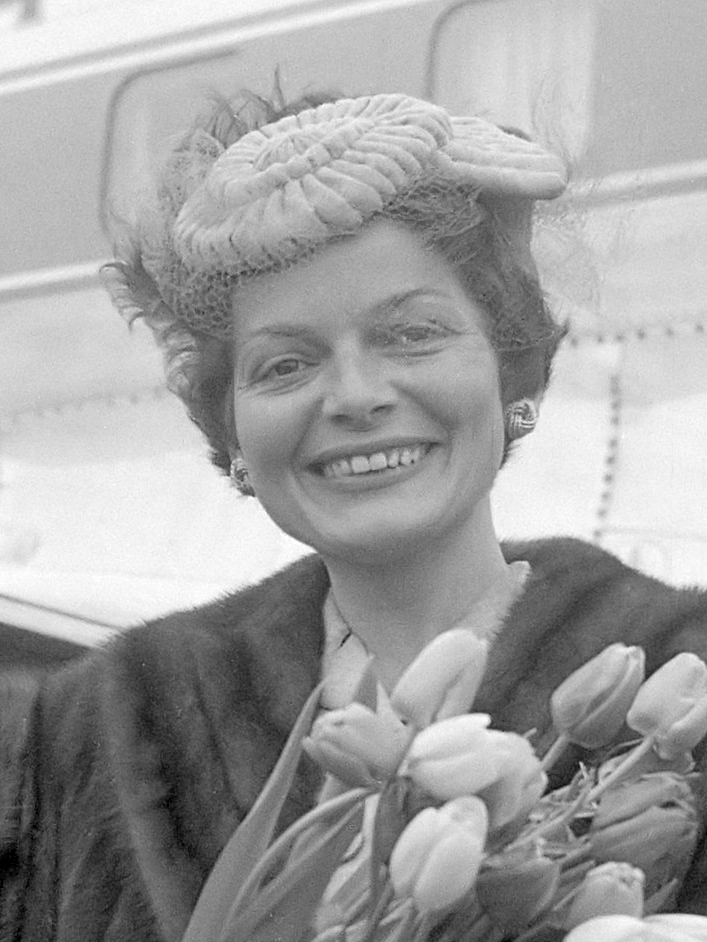
리스 아시아

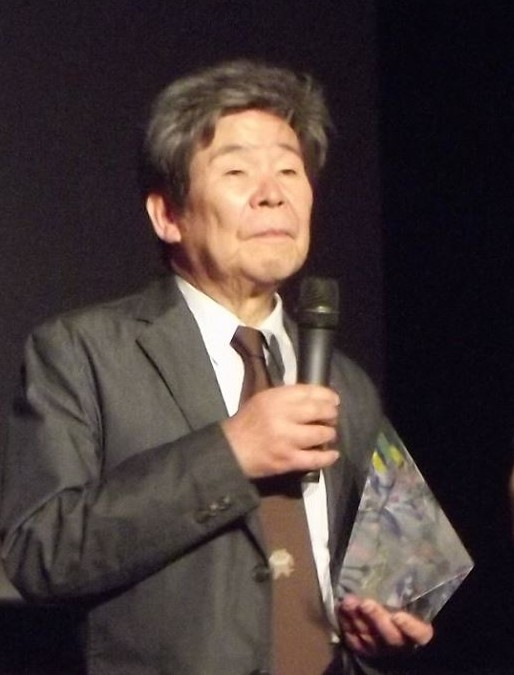
타카하타 이사오

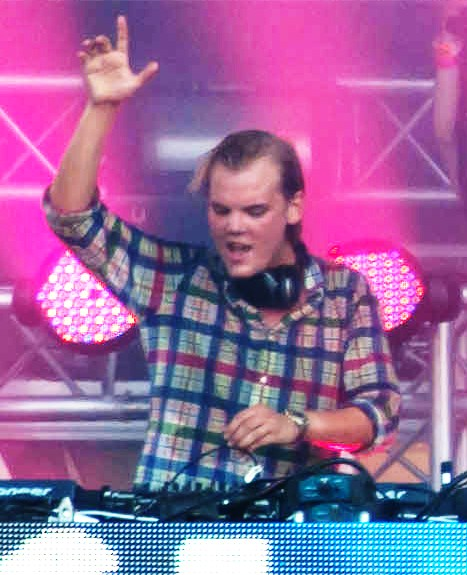
아비치

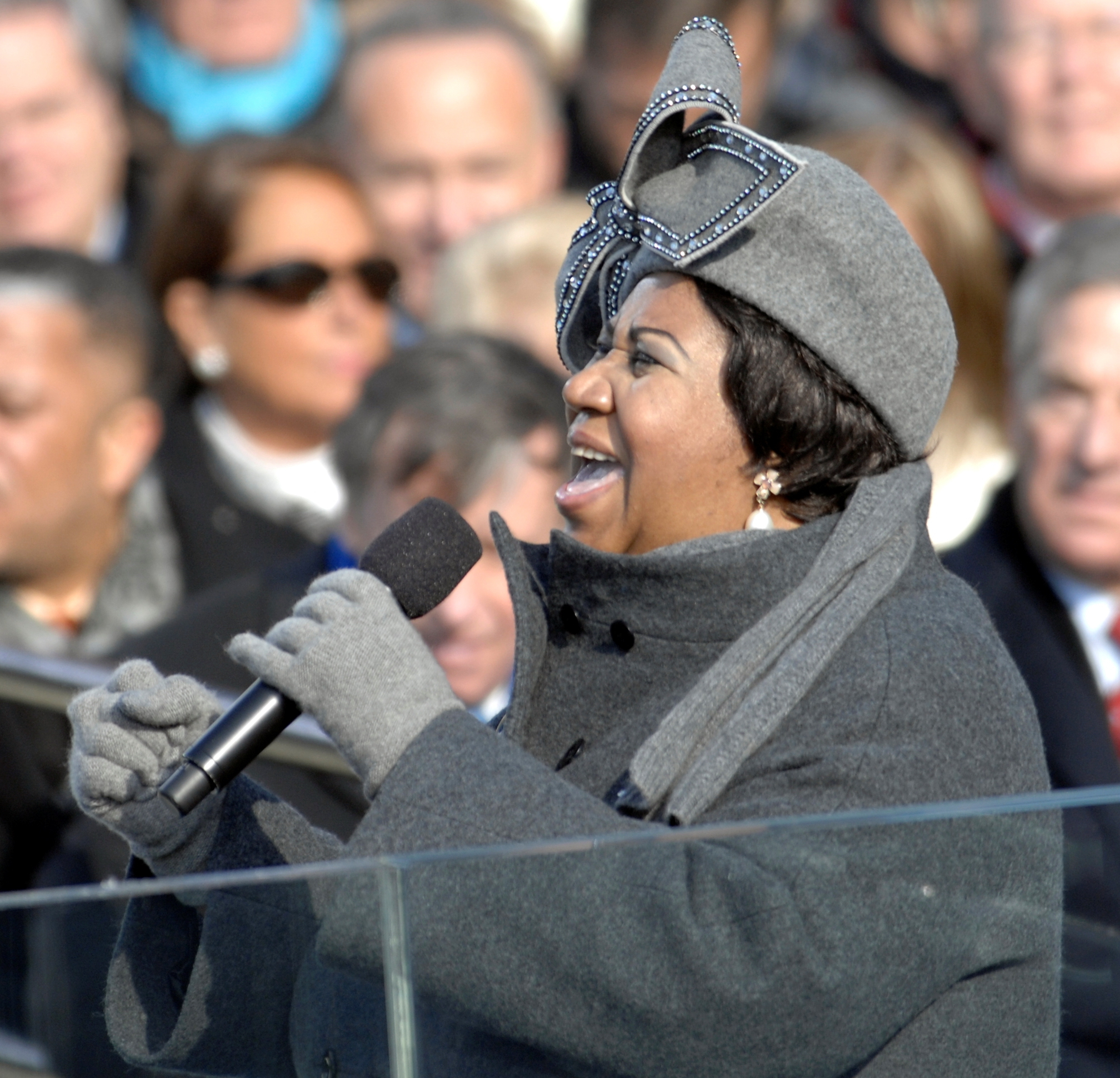
아레사 프랭클린

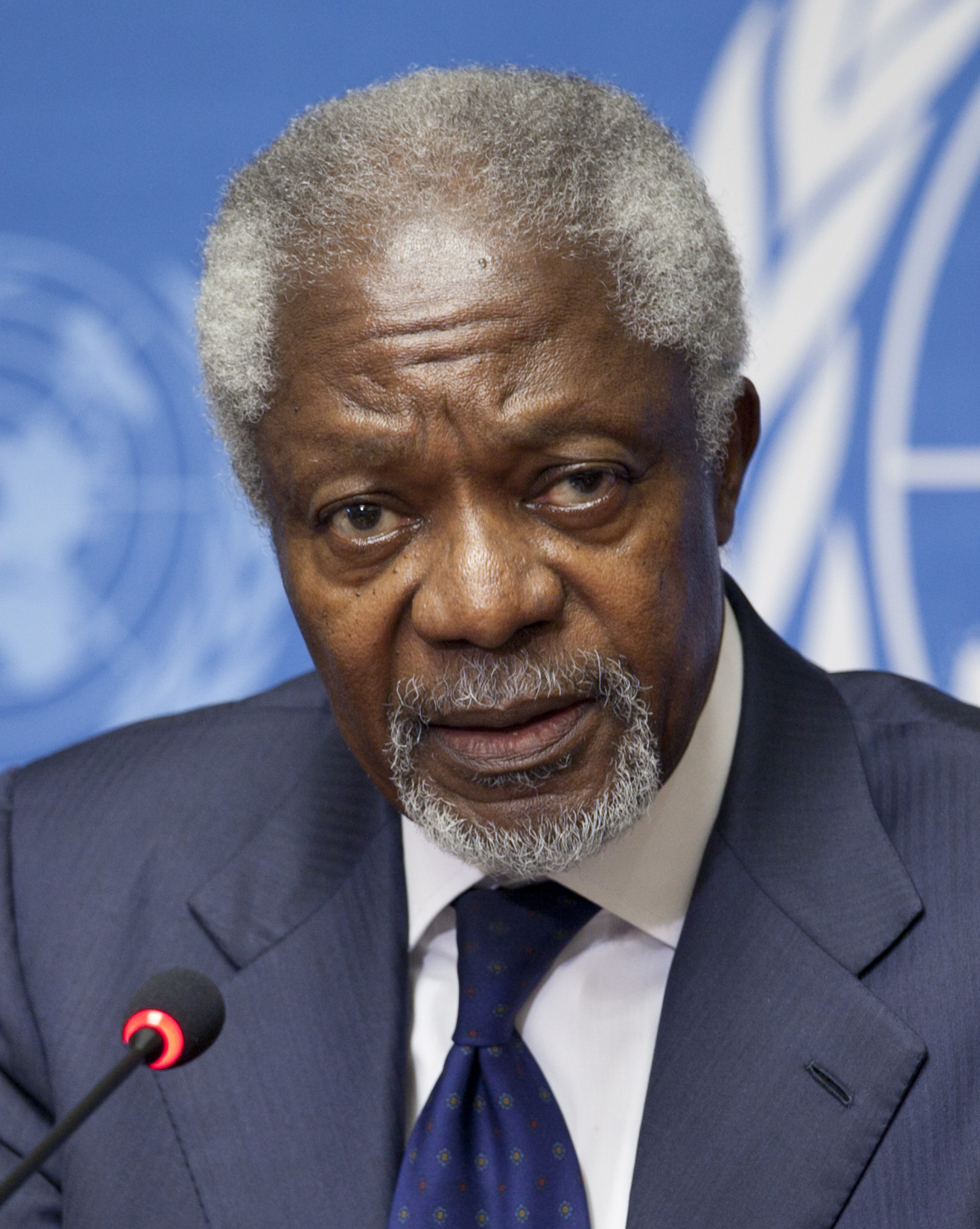
코피 아난

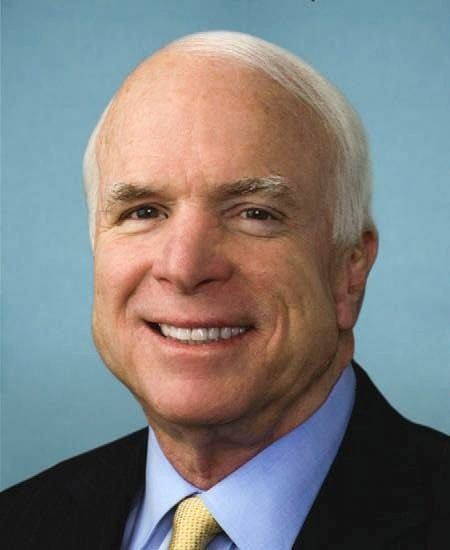
존 매케인

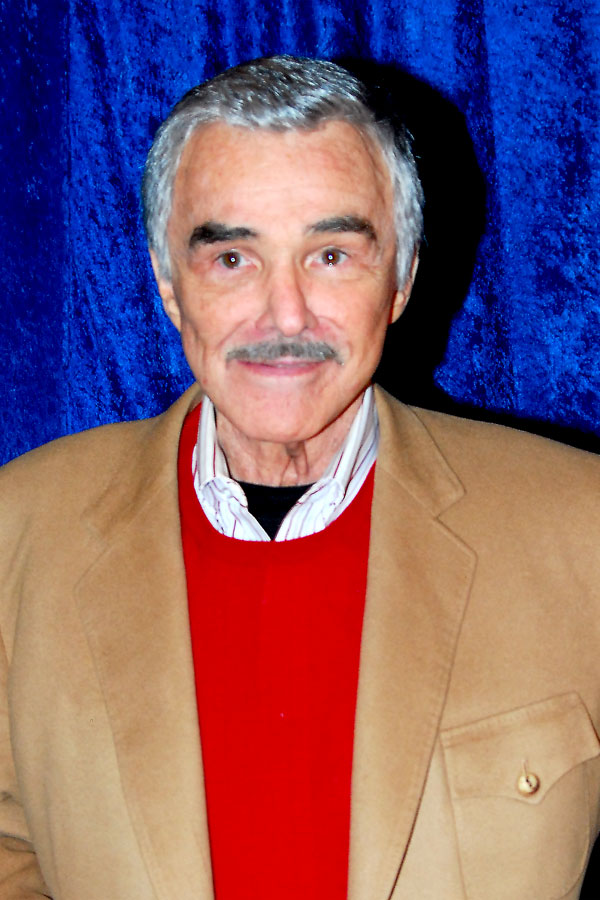
버트 레이놀즈

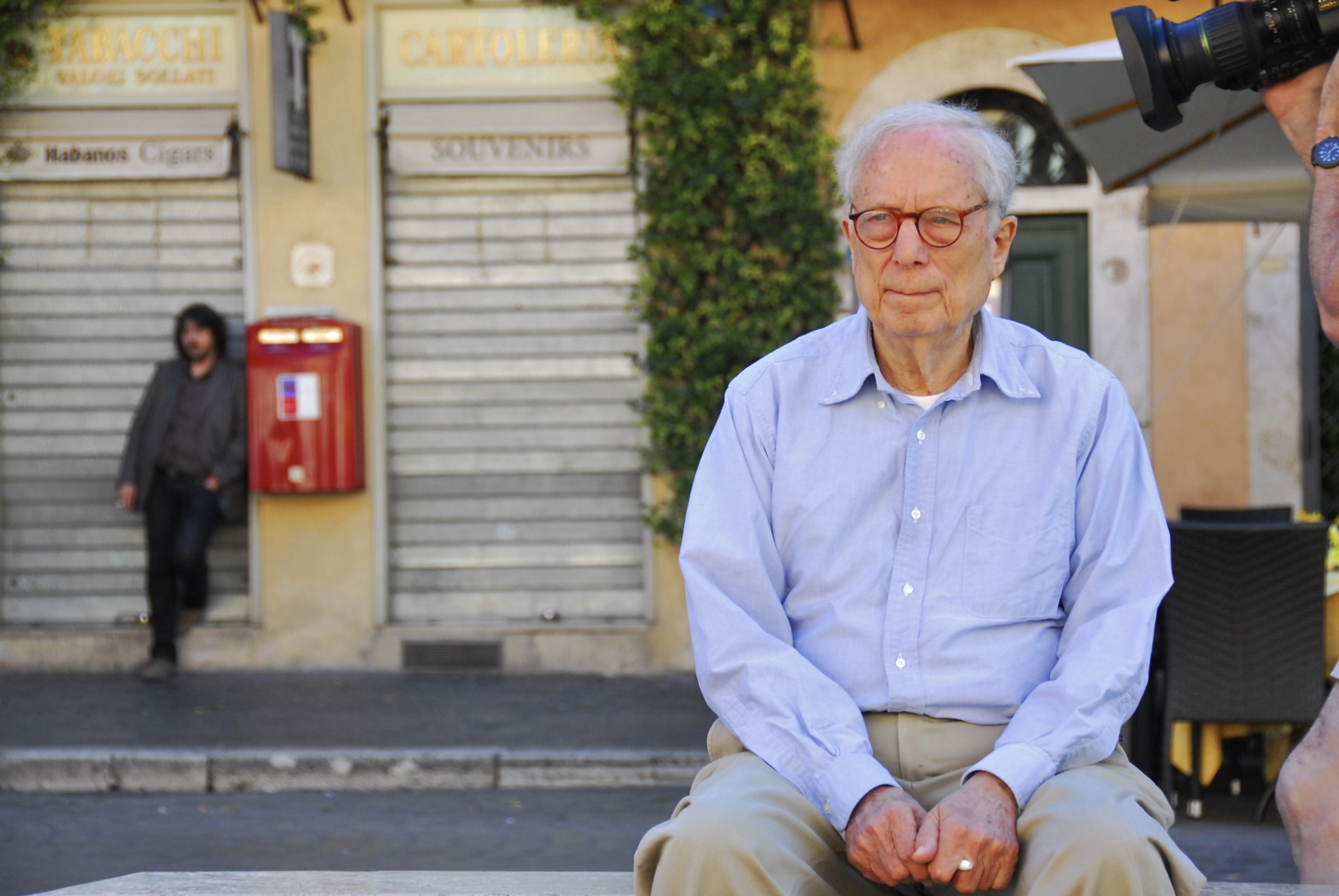
로버트 벤투리

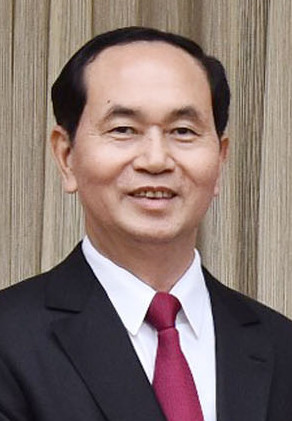
쩐다이꽝

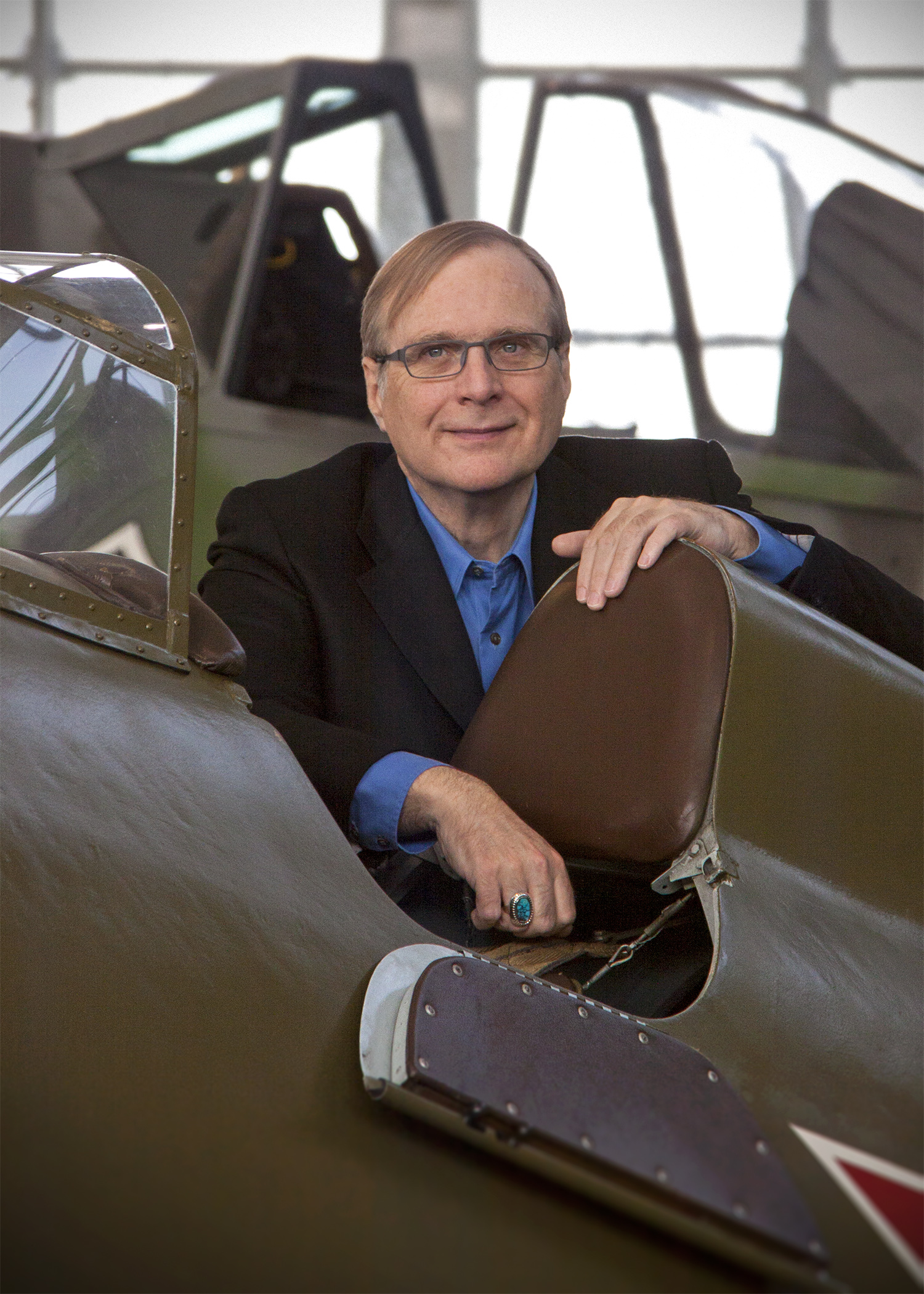
폴 앨런

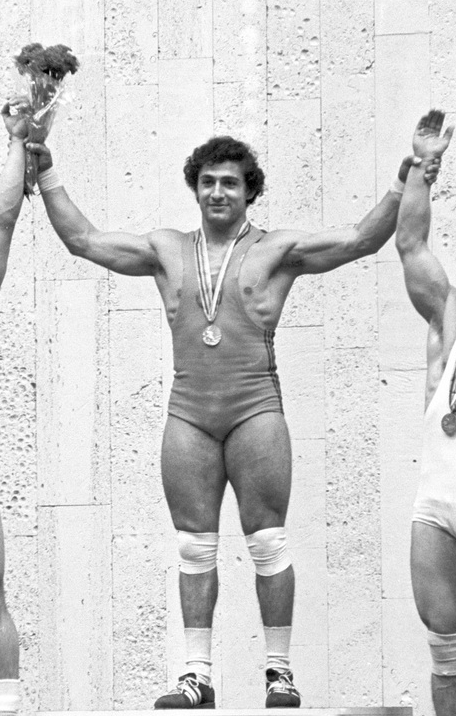
유리 바르다냔

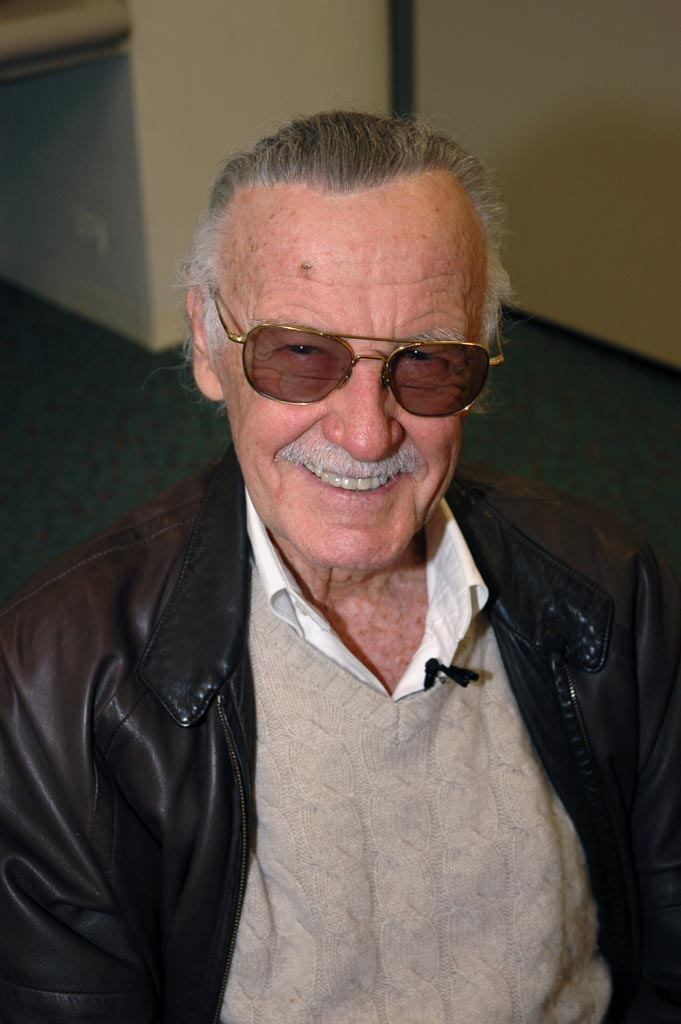
스탠 리

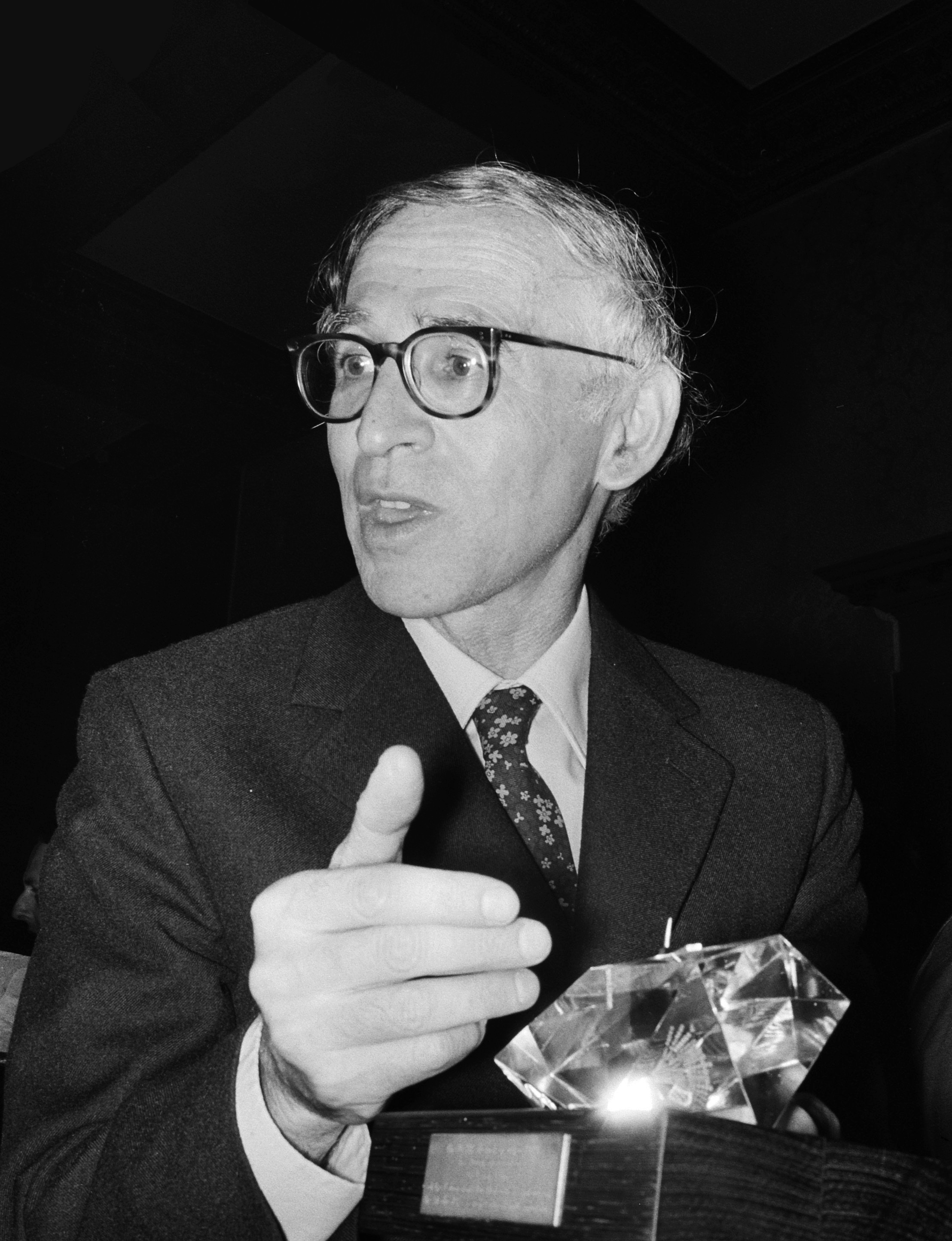
에런 클루그

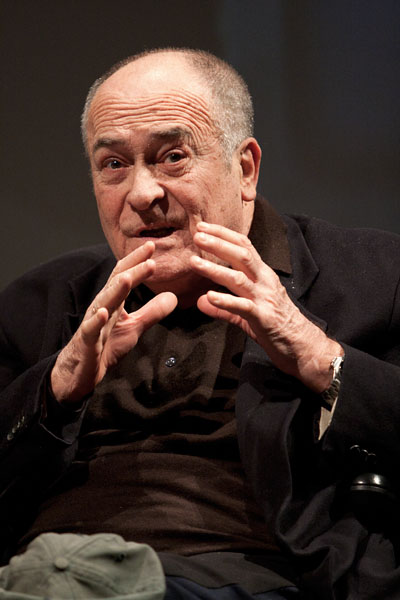
베르나르도 베르톨루치

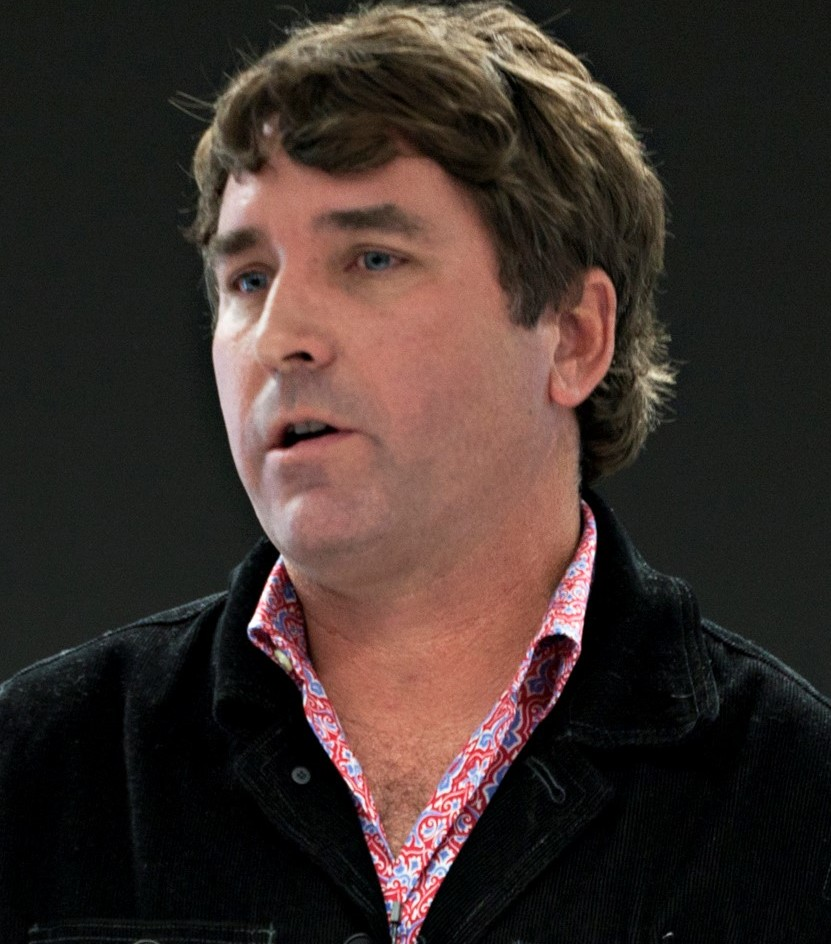
스티븐 힐런버그

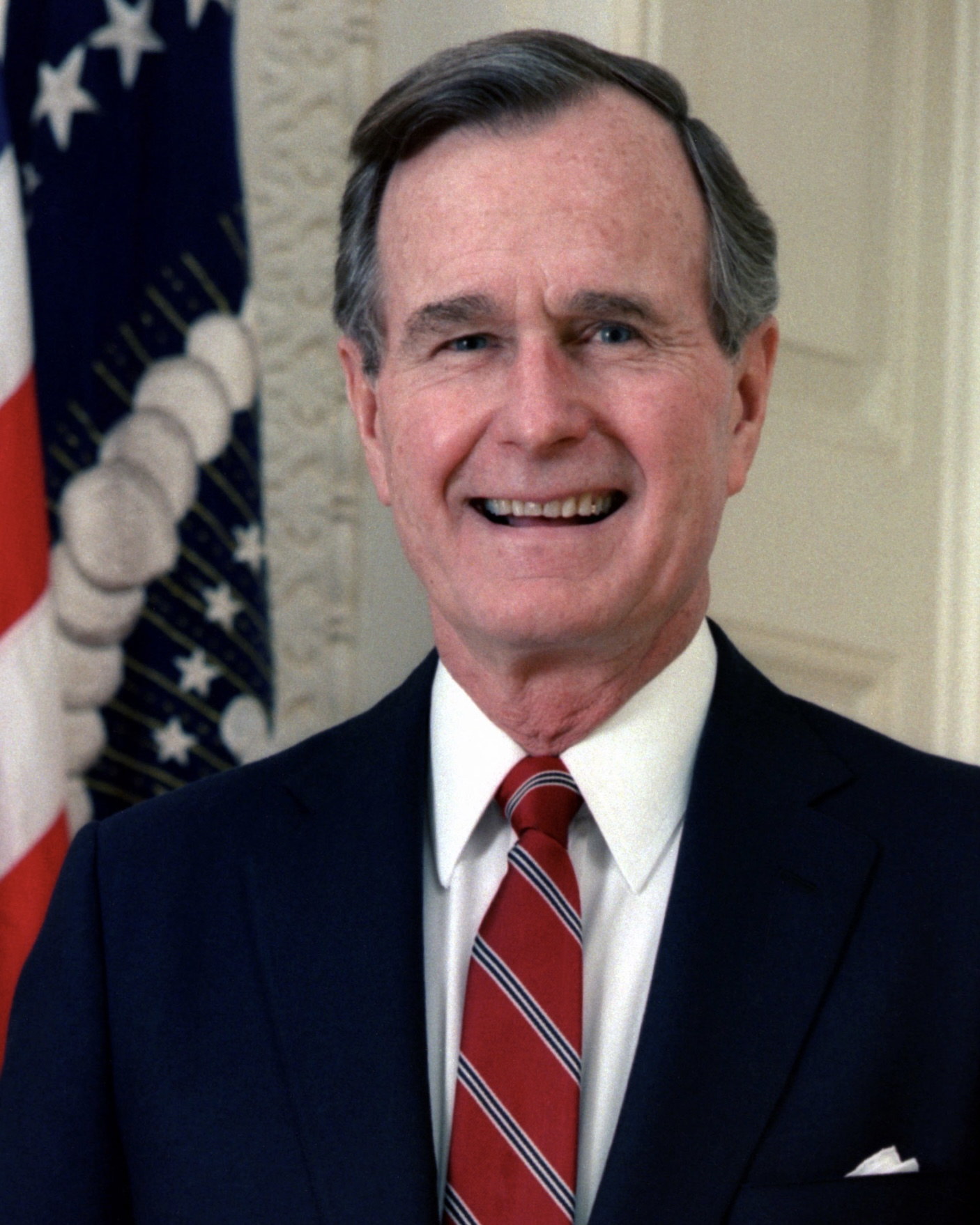
조지 H.W 부시

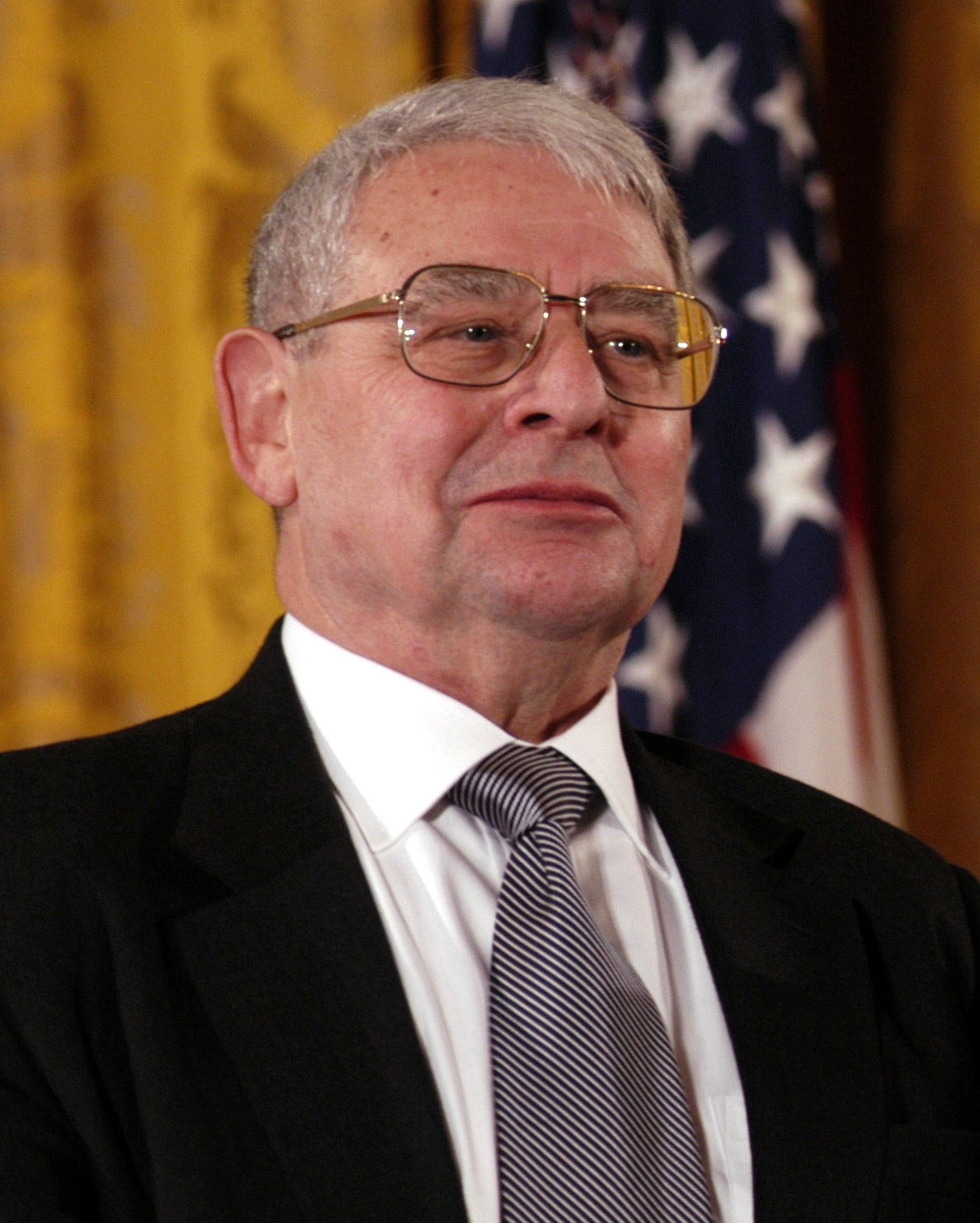
리카르도 자코니

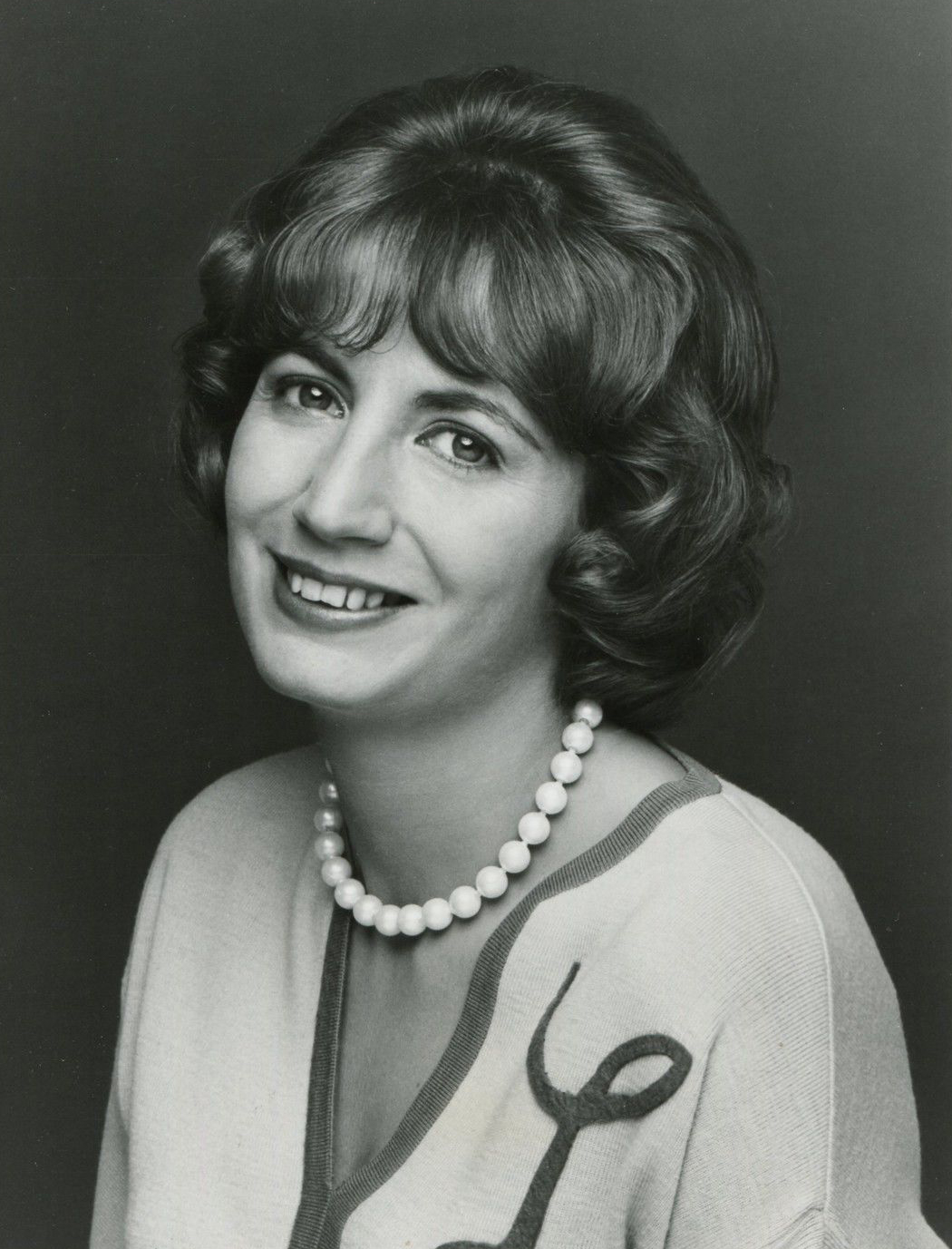
페니 마셜

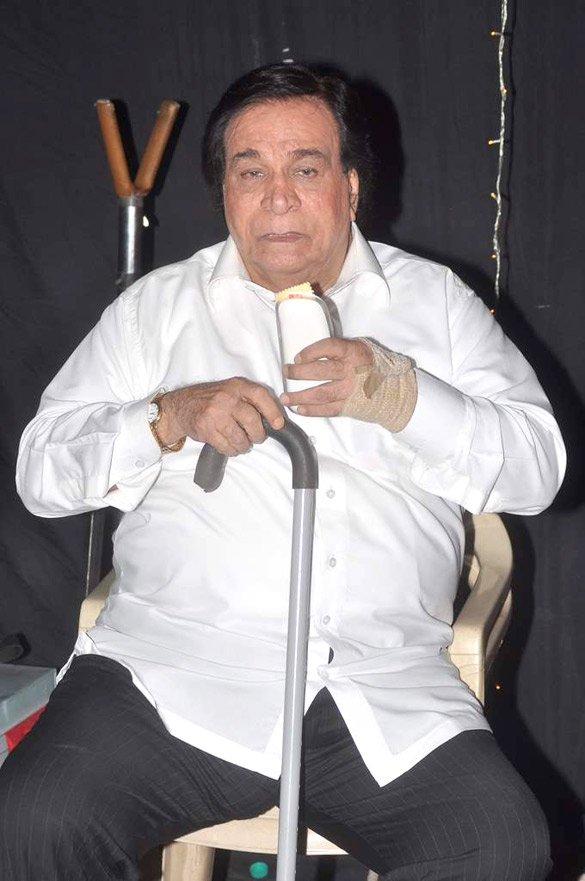
카데르 칸

### 1월
- 1월 2일 - 모르몬경의 제16대 회장 토머스 S. 몬슨. (1927년~)
- 1월 4일 - 일본의 야구 선수, 야구 감독 호시노 센이치. (1947년~)
- 1월 5일
  - 대한민국의 역사학자 전해종. (1919년~)
  - 미국의 우주비행사 존 영. (1930년~)
- 1월 7일
  - 프랑스의 가수 프랑스 갈. (1947년~)
  - 뉴질랜드의 정치인 짐 앤더튼. (1938년~)
- 1월 8일
  - 트리니다드 토바고의 정치인 조지 맥스웰 리처즈. (1931년~)
  - 온두라스의 축구 선수 후안 카를로스 가르시아. (1988년~)
  - 미국의 대학 교수 조지 린드벡. (1923년~)
- 1월 9일 - 노르웨이의 정치인 오드바르 노를리. (1927년~)
- 1월 11일 - 대한민국의 의사 박부남. (1931년~)
- 1월 12일 - 프랑스의 기하학자 장루이 코쥘. (1921년~)
- 1월 13일 - 대한민국의 방송 PD 전기상. (1960년~)
- 1월 15일 - 아일랜드의 싱어송라이터 돌로레스 오리오던. (1971년~)
- 1월 16일 - 대한민국의 국회의원 심융택. (1936년~)
- 1월 17일 - 잉글랜드의 배우 사이먼 셸턴. (1966년~)
- 1월 18일 - 미국의 연쇄 살인자 앤서니 앨런 쇼어. (1962년~)
- 1월 19일 - 미국의 배우 도러시 멀론. (1924년~)
- 1월 21일
  - 대한민국의 배우 전태수. (1984년~)
  - 일본의 축구 선수 호사카 쓰카사. (1937년~)
- 1월 22일 - 미국의 작가 어슐러 K. 르귄. (1929년~)
- 1월 23일 - 남아프리카 공화국의 트럼펫 연주자 휴 마세켈라. (1939년~)
- 1월 26일 - 일본의 정치인 노나카 히로무. (1925년~)
- 1월 27일 - 스웨덴의 기업인 잉바르 캄프라드.
- 1월 30일 - 미국의 배우 마크 샐링.
- 1월 31일 - 대한민국의 국악인 황병기.

### 2월
- 2월 2일
  - 대한민국의 기업인 민영빈.
  - 브라질의 축구선수 파울로 로베르토 모라이스 주니오르.
  - 미국의 물리학자 조지프 폴친스키.
- 2월 3일 - 미국의 교육학자 빌 틸.
- 2월 6일 - 대한민국의 가수 김한일.
- 2월 7일 - 미국의 시인 존 페리 발로.
- 2월 9일
  - 아일랜드의 축구선수 리엄 밀러.
  - 아이슬란드의 작곡가 요한 요한손.
  - 미국의 배우 레지 E. 캐시.
- 2월 11일 - 미국의 가수 빅 다몬.
- 2월 12일 - 대한민국의 바둑기사 이관철.
- 2월 13일 - 덴마크의 왕자 덴마크 여왕 부군 헨리크.
- 2월 14일
  - 대한민국의 음반제작자 이호연.
  - 네덜란드의 정치인 뤼트 뤼버르스.
  - 짐바브웨의 정치인 모건 창기라이.
- 2월 18일 - 미국의 생물학자 권터 블로벨.
- 2월 19일 - 소련의 해머던지기 선수 세르게이 리트비노프.
- 2월 20일 - 대한민국의 성우 최흘.
- 2월 21일
  - 일본의 영화배우 오오스기 렌.
  - 미국의 목사 빌리 그레이엄.
  - 대한민국의 배우 차명욱.
  - 잉글랜드의 배우 에마 체임버스.
- 2월 22일
  - 대한민국의 민법학자 곽윤직.
  - 대한민국의 국회의원 우병규.
  - 미국의 영화배우 나네트 페브레이.
- 2월 24일
  - 대한민국의 언론인 조용중.
  - 인도의 배우 스리데비.
- 2월 27일 - 스페인의 축구선수 엔리케 카스트로 곤살레스.
- 2월 28일 - 대한민국의 정치인 최기선.

### 3월
- 3월 2일 - 미국의 포르노 배우 빌리 헤링턴.
- 3월 2일 - 미국의 산업디자이너 제임스 T. 볼드윈.
- 3월 3일
  - 대한민국의 정치인 김종호.
  - 미국의 배우 데이비드 오그던 스티어스.
- 3월 4일 - 이탈리아의 축구선수 다비데 아스토리.
- 3월 5일 - 대한민국의 배우 심진보.
- 3월 6일
  - 대한민국의 기업인 김광수.
  - 영국의 생물학자 존 설스턴.
- 3월 7일 - 아르헨티나의 장군 레이날도 비그노네.
- 3월 9일
  - 대한민국의 배드민턴 선수 정재성.
  - 대한민국의 배우 조민기.
  - 독일의 범죄인 오스카르 그뢰닝.
- 3월 12일 - 미국의 가수 크레이그 맥.
- 3월 14일
  - 영국의 물리학자 스티븐 호킹.
  - 아르헨티나의 축구선수 루벤 갈반.
  - 미국의 역사학자 앨프리드 크로즈비.
- 3월 16일 - 대한민국의 성우 권희덕.
- 3월 17일
  - 대한민국의 정치인 홍우준.
  - 베트남의 정치인 판반카이.
- 3월 18일 - 대한민국의 목사 한철하.
- 3월 19일 - 스코틀랜드의 추기경 키스 오브라이언.
- 3월 22일 - 아르헨티나의 축구선수 레네 오우세만.
- 3월 23일 - 대한민국의 배우 명정강.
- 3월 24일 - 스위스의 가수 리스 아시아.
- 3월 25일 - 대한민국의 가수 민우.
- 3월 27일 - 프랑스의 배우 스테판 오드랑.

### 4월
- 4월 1일 - 과테말라의 정치인 에프라인 리오스 몬트.
- 4월 2일
  - 미국의 언어학자 모리스 할레.
  - 남아프리카 공화국의 정치인 위니 마디키젤라만델라.
- 4월 3일 - 스웨덴의 싱어송라이터 릴밥스.
- 4월 4일 - 대한민국의 영화배우 오순택.
- 4월 5일 - 일본의 애니메이션감독 타카하타 이사오.
- 4월 6일 - 벨라루스의 역도선수 알렉산드르 쿠를로비치.
- 4월 7일 - 독일의 물리학자 페터 그륀베르크.
- 4월 10일 - 대한민국의 국회의원 양창식.
- 4월 13일 - 미국의 영화감독 밀로스 포만.
- 4월 14일 - 대한민국의 가수 타니.
- 4월 15일 - 미국의 배우 로널드 리 어메이.
- 4월 16일 - 대한민국의 영화배우 최은희.
- 4월 17일 - 미국의 제41대 대통령 조지 H. W. 부시의 부인 바버라 부시.
- 4월 18일
  - 대한민국의 정치인 김상현.
  - 이탈리아의 프로레슬링선수 브루노 삼마르티노.
- 4월 19일 - 예맨의 정치인 살레 알리 알사마드.
- 4월 20일 - 스웨덴의 음악가 아비치.
- 4월 21일
  - 미국의 배우 번 트로이어.
  - 일본의 장수인 다지마 나비.
- 4월 23일
  - 아일랜드 출신의 가톨릭 성직자 패트릭 제임스 맥글린치.
  - 일본의 전 야구선수 기누가사 사치오.
- 4월 24일
  - 프랑스의 축구선수 앙리 미셸.
  - 일본의 싱어송라이터 모리타 도지.
- 4월 25일 - 잉글랜드의 영화감독 마이클 앤더슨.
- 4월 26일
  - 대한민국의 배우 황찬호.
  - 일본의 축구선수 이시이 요시노부.
- 4월 27일 - 과테말라의 정치인 알바로 아르수.
- 4월 28일
  - 미국의 신학자 제임스 H. 콘.
  - 투르크메니스탄의 가수 겸 배우 마야 쿨리예바.

### 5월
- 5월 3일 - 대한민국의 해군참모총장 김홍렬.
- 5월 6일 - 이탈리아의 영화감독 에르만노 올미.
- 5월 7일 - 에스토니아의 음악가 로만 토이.
- 5월 8일 - 영국의 영화 편집자 앤 V. 코츠.
- 5월 10일 - 대한민국의 가수 금사향.
- 5월 11일 - 프랑스의 문학이론자 제라르 주네트.
- 5월 12일
  - 대한민국의 시사평론가 물뚝심송.
  - 영국의 연쇄살인자 데니스 닐슨.
- 5월 13일 - 미국의 배우 마곳 키더.
- 5월 14일 - 미국의 소설가 톰 울프.
- 5월 15일 - 트리니다드 토바고의 축구선수 제이로이드 새뮤얼.
- 5월 16일 - 일본의 가수 사이조 히데키.
- 5월 17일
  - 대한민국의 패션디자이너 이영희.
  - 대한민국의 기업인 이승헌.
- 5월 19일 - 미국의 문화가 로버트 인디애나.
- 5월 20일
  - 대한민국의 기업인 구본무. (1945년~)
  - 대한민국의 영화배우 김민승.
  - 미국의 배우 패트리샤 모리슨.
- 5월 21일
  - 대한민국의 음향감독 김벌래.
  - 이탈리아의 배우 안나 마리아 페레로.
- 5월 22일 - 미국의 소설가 필립 로스.
- 5월 23일 - 대한민국의 야구선수 김경남.
- 5월 24일 - 독일의 운동가 구드룬 부르비츠.
- 5월 27일
  - 대한민국의 기업인 하동환.
  - 미국의 소설가 가드너 도즈와.
- 5월 28일
  - 스웨덴의 정치인 올라 울스텐.
  - 덴마크의 화학자 옌스 크리스티안 스코우.

### 6월
- 6월 2일 - 미국의 생화학자 폴 D. 보이어.
- 6월 5일 - 미국의 패션디자이너 케이트 스페이드.
- 6월 6일
  - 미국의 야구선수 레드 쇼인딘스트.
  - 우크라이나의 영화감독 키라 무라토바.
- 6월 8일 - 미국의 요리사 앤서니 보데인.
- 6월 9일 - 대한민국의 변호사 최영도.
- 6월 10일 - 대한민국의 법조인 정태균.
- 6월 13일
  - 미국의 역도선수 찰스 빈시.
  - 미국의 드러머 D. J. 폰타나.
- 6월 17일
  - 대한민국의 개그맨 김태호.
  - 중화인민공화국의 정치인 조남기.
- 6월 18일 - 미국의 가수 XXX텐타시온.
- 6월 20일 - 오스트레일리아의 골프선수 피터 톰슨.
- 6월 21일 - 미국의 칼럼니스트이자 평론가 찰스 크라우트해머.
- 6월 22일 - 헝가리의 정치인 네르시 레죄.
- 6월 23일 - 대한민국의 정치인 김종필.
- 6월 27일
  - 대한민국의 정치인 최돈웅.
  - 미국의 가수 조지프 잭슨.
  - 미국의 소설가 할런 엘리슨.
- 6월 29일
  - 폴란드의 육상선수 이레나 셰빈스카.
  - 스웨덴의 약리학자 아르비드 칼손.
  - 미국의 소설가 스티브 딧코.

### 7월
- 7월 5일 - 프랑스의 추기경 장루이 토랑.
- 7월 6일 - 일본의 종교인 아사하라 쇼코.
- 7월 10일 - 미국의 작가 헨리 모건소 3세.
- 7월 15일 - 대한민국의 성우 이혜경.
- 7월 18일 - 미국의 물리학자 버턴 릭터.
- 7월 19일 - 카자흐스탄의 피겨스케이팅선수 데니스 텐.
- 7월 20일 - 일본의 정치인 마타요시 미쓰오.
- 7월 23일
  - 대한민국의 정치인 노회찬.
  - 대한민국의 소설가 최인훈.
- 7월 24일 - 대한민국의 정치인 유성환.
- 7월 25일 - 대한민국의 아나운서 정미홍.
- 7월 27일
  - 러시아의 작가 블라디미르 보이노비치.
  - 대한민국의 가수 동윤 대한민국의 보이그룹 스펙트럼의 멤버.
- 7월 28일 - 대한민국의 언론인 현소환.
- 7월 29일 - 미국의 프로레슬링선수 브라이언 크리스토퍼.

### 8월
- 8월 1일 - 캐나다의 모델 릭 제네스트.
- 8월 2일 - 대한민국의 정치인 김맹곤. (1945년~)
- 8월 4일 - 일본의 배우 츠가와 마사히코.
- 8월 5일 - 미국의 배우 샬럿 레이.
- 8월 7일 - 미국의 컴퓨터 과학자 제럴드 마빈 와인버그.
- 8월 8일 - 대한민국의 문화평론가 황현산.
- 8월 11일 - 영국의 소설가 V. S. 나이폴.
- 8월 13일 - 일본의 성우 이시즈카 운쇼.
- 8월 14일 - 러시아의 아동문학가 예두아르트 우스펜스키.
- 8월 15일 - 일본의 만화가 사쿠라 모모코.
- 8월 16일
  - 소련의 체조 선수 옐레나 슈슈노바.
  - 미국의 가수 아레사 프랭클린.
  - 인도의 정치인 아탈 비하리 바지파이.
  - 조선민주주의인민공화국의 정치인 김영춘.
- 8월 18일 - 가나의 정치인 및 제7대 UN 사무총장 코피 아난.
- 8월 21일 - 아이슬란드의 배우 스테바운 카를 스테바운손.
- 8월 23일 - 대한민국의 민속학자 심우성.
- 8월 24일 - 대한민국의 가수 최희준.
- 8월 25일
  - 미국의 정치인 존 매케인.
  - 잉글랜드의 무용가 린제이 켐프.
  - 일본의 성우 아소 미요코.
- 8월 26일 - 미국의 작가 닐 사이먼.
- 8월 30일 - 소련과 러시아의 가수 이오시프 코브존.
- 8월 31일 - 도네츠크 인민공화국의 수반 알렉산드르 자하르첸코.

### 9월
- 9월 2일
  - 대한민국의 신학자 차영배.
  - 이란의 역사학자, 언어학자 에흐산 야르샤테르.
- 9월 3일 - 조선민주주의인민공화국의 정치인 주규창.
- 9월 4일 - 대한민국의 프로레슬링선수 이왕표.
- 9월 6일 - 미국의 배우 버트 레이놀즈.
- 9월 7일 - 미국의 가수 맥 밀러.
- 9월 12일
  - 대한민국의 배우 김인태.
  - 알제리의 가수 라시드 타하.
- 9월 13일 - 대한민국의 소설가 최옥정.
- 9월 15일 - 대한민국의 시인 양채영.
- 9월 18일 - 미국의 건축가 로버트 벤투리.
- 9월 21일
  - 대한민국의 정치인 임내현.
  - 베트남의 정치인 쩐다이꽝.
- 9월 23일
  - 대한민국의 공무원 백상승.
  - 미국의 공학자 찰스 K. 가오.
  - 일본의 야구선수 다키우치 야스오.
- 9월 29일 - 미국의 블루스 기타리스트 겸 싱어송라이터 오티스 러시.

### 10월
- 10월 1일
  - 대한민국의 국회의원 정길영.
  - 프랑스의 가수 샤를 아즈나부르.
  - 베트남의 정치인 도므어이.
- 10월 2일 - 사우디아라비아의 언론인 자말 카슈끄지.
- 10월 3일
  - 대한민국의 시인 허수경.
  - 대한민국의 산악인 김창호.
  - 미국의 물리학자 리언 레더먼.
- 10월 6일
  - 미국의 배우 스콧 윌슨.
  - 스페인의 성악가 몽세라 카바예.
- 10월 9일 - 미국의 생화학자 토머스 A. 스타이츠.
- 10월 11일
  - 대한민국의 국회의원 신오철.
  - 일본의 정치인 센고쿠 요시토.
- 10월 14일 - 세르비아의 배우 밀레나 드라비치.
- 10월 18일 - 수단의 정치인 압델 라흐만 스와르 알다하브.
- 10월 19일
  - 대한민국의 정치인 조일제.
  - 일본의 화학자 시모무라 오사무.
- 10월 20일
  - 네덜란드의 정치인 빔 코크.
  - 중화민국의 배우 웨화.
- 10월 22일 - 미국의 목사 유진 피터슨.
- 10월 24일 - 대한민국의 아나운서 이창호.
- 10월 25일
  - 대한민국의 문화평론가 김윤식.
  - 미국의 로마 가톨릭 신부 토마스 키팅.
- 10월 27일 - 미국의 사업가 마리오 시갈리.
- 10월 28일 - 미국의 신학자 존 헤셀링크.
- 10월 30일
  - 중화인민공화국의 소설가 김용.
  - 미국의 범죄인 화이티 벌거.
- 10월 31일 - 미국의 야구선수 윌리 맥코비.

### 11월
- 11월 1일 - 아르메니아의 역도선수 유리 바르다냔.
- 11월 2일 - 미국의 연주가 로이 하그로브.
- 11월 4일 - 대한민국의 영화배우 강신성일.
- 11월 7일 - 프랑스의 가수 프랑시스 레이.
- 11월 11일 - 일본의 정치인 소노다 히로유키.
- 11월 12일
  - 대한민국의 사이클선수 이민혜.
  - 미국의 만화가 스탠 리.
- 11월 14일 - 대한민국의 국회의원 장석화.
- 11월 16일 - 미국의 소설가 윌리엄 골드먼.
- 11월 18일
  - 대한민국의 성우 김일.
  - 대한민국의 기업인 윤정구.
- 11월 20일 - 영국의 화학자 에런 클루그.
- 11월 23일 - 영국의 영화감독 니컬러스 로그.
- 11월 26일
  - 이탈리아의 영화감독 베르나르도 베르톨루치.
  - 미국의 애니메이션감독 스티븐 힐런버그.
- 11월 27일 - 대한민국의 군인 겸 기업인 이종대.
- 11월 30일
  - 미국의 제41대 대통령 조지 H. W. 부시.
  - 티베트의 승려 팔덴 갸초.

### 12월
- 12월 3일 - 조선민주주의인민공화국의 정치인 김철만.
- 12월 4일 - 대한민국의 소설가 김제영.
- 12월 5일 - 대한민국의 국회의원 송현섭.
- 12월 7일
  - 대한민국의 군인 이재수.
  - 대한민국의 의사 백낙환.
  - 콜롬비아의 정치인 벨리사리오 베탕쿠르.
- 12월 9일 - 미국의 물리학자 리카르도 자코니.
- 12월 12일 - 벨리즈의 정치인 제인 엘런 어셔.
- 12월 15일 - 에티오피아의 제2대 대통령 기르마 월데기오르기스.
- 12월 17일 - 미국의 영화배우 페니 마셜.
- 12월 18일 - 일본의 유도선수 세키네 시노부.
- 12월 19일 - 대한민국의 가수 이성우.
- 12월 22일 - 벨기에의 수학자 장 부르갱.
- 12월 24일
  - 대한민국의 법조인 조규광.
  - 슬로바키아의 축구선수 요제프 아다메츠.
- 12월 26일 - 대한민국의 가수 맹유나.
- 12월 27일 - 대한민국의 가수 전태관.
- 12월 28일
  - 이스라엘의 소설가 아모스 오즈.
  - 영국의 기업인 피터 힐우드.
- 12월 29일 - 미국의 첼로 연주자 알도 패리소.
- 12월 30일 - 미국의 심리학자 주디스 리치 해리스.
- 12월 31일
  - 대한민국의 의사 임세원.
  - 인도의 영화배우 카데르 칸.

## 드라마
- 여우각시별
- 복수가 돌아왔다
- 기름진 멜로
- 훈남정음

## 노벨상
- 문학상: 올가 토카르추크 (2019년에 공개됨)
- 경제학상: 윌리엄 노드하우스, 폴 로머
- 물리학상: 아서 애슈킨, 제라드 무루, 도나 스트릭랜드
- 생리학 및 의학상: 혼조 다스쿠, 제임스 P. 앨리슨
- 평화상: 드니 무퀘게, 나디아 무라드
- 화학상: 프랜시스 아널드, 조지 P. 스미스, 그레고리 윈터

## 달력
| 1월 |    |    |    |    |    |    |
| 일  | 월 | 화 | 수 | 목 | 금 | 토 |
|     | 1  | 2  | 3  | 4  | 5  | 6  |
| 7   | 8  | 9  | 10 | 11 | 12 | 13 |
| 14  | 15 | 16 | 17 | 18 | 19 | 20 |
| 21  | 22 | 23 | 24 | 25 | 26 | 27 |
| 28  | 29 | 30 | 31 |    |    |    |

| 2월 |    |    |    |    |    |    |
| 일  | 월 | 화 | 수 | 목 | 금 | 토 |
|     |    |    |    | 1  | 2  | 3  |
| 4   | 5  | 6  | 7  | 8  | 9  | 10 |
| 11  | 12 | 13 | 14 | 15 | 16 | 17 |
| 18  | 19 | 20 | 21 | 22 | 23 | 24 |
| 25  | 26 | 27 | 28 |    |    |    |

| 3월 |    |    |    |    |    |    |
| 일  | 월 | 화 | 수 | 목 | 금 | 토 |
|     |    |    |    | 1  | 2  | 3  |
| 4   | 5  | 6  | 7  | 8  | 9  | 10 |
| 11  | 12 | 13 | 14 | 15 | 16 | 17 |
| 18  | 19 | 20 | 21 | 22 | 23 | 24 |
| 25  | 26 | 27 | 28 | 29 | 30 | 31 |

| 4월 |    |    |    |    |    |    |
| 일  | 월 | 화 | 수 | 목 | 금 | 토 |
| 1   | 2  | 3  | 4  | 5  | 6  | 7  |
| 8   | 9  | 10 | 11 | 12 | 13 | 14 |
| 15  | 16 | 17 | 18 | 19 | 20 | 21 |
| 22  | 23 | 24 | 25 | 26 | 27 | 28 |
| 29  | 30 |    |    |    |    |    |

| 5월 |    |    |    |    |    |    |
| 일  | 월 | 화 | 수 | 목 | 금 | 토 |
|     |    | 1  | 2  | 3  | 4  | 5  |
| 6   | 7  | 8  | 9  | 10 | 11 | 12 |
| 13  | 14 | 15 | 16 | 17 | 18 | 19 |
| 20  | 21 | 22 | 23 | 24 | 25 | 26 |
| 27  | 28 | 29 | 30 | 31 |    |    |

| 6월 |    |    |    |    |    |    |
| 일  | 월 | 화 | 수 | 목 | 금 | 토 |
|     |    |    |    |    | 1  | 2  |
| 3   | 4  | 5  | 6  | 7  | 8  | 9  |
| 10  | 11 | 12 | 13 | 14 | 15 | 16 |
| 17  | 18 | 19 | 20 | 21 | 22 | 23 |
| 24  | 25 | 26 | 27 | 28 | 29 | 30 |

| 7월 |    |    |    |    |    |    |
| 일  | 월 | 화 | 수 | 목 | 금 | 토 |
| 1   | 2  | 3  | 4  | 5  | 6  | 7  |
| 8   | 9  | 10 | 11 | 12 | 13 | 14 |
| 15  | 16 | 17 | 18 | 19 | 20 | 21 |
| 22  | 23 | 24 | 25 | 26 | 27 | 28 |
| 29  | 30 | 31 |    |    |    |    |

| 8월 |    |    |    |    |    |    |
| 일  | 월 | 화 | 수 | 목 | 금 | 토 |
|     |    |    | 1  | 2  | 3  | 4  |
| 5   | 6  | 7  | 8  | 9  | 10 | 11 |
| 12  | 13 | 14 | 15 | 16 | 17 | 18 |
| 19  | 20 | 21 | 22 | 23 | 24 | 25 |
| 26  | 27 | 28 | 29 | 30 | 31 |    |

| 9월 |    |    |    |    |    |    |
| 일  | 월 | 화 | 수 | 목 | 금 | 토 |
|     |    |    |    |    |    | 1  |
| 2   | 3  | 4  | 5  | 6  | 7  | 8  |
| 9   | 10 | 11 | 12 | 13 | 14 | 15 |
| 16  | 17 | 18 | 19 | 20 | 21 | 22 |
| 23  | 24 | 25 | 26 | 27 | 28 | 29 |
| 30  |    |    |    |    |    |    |

| 10월 |    |    |    |    |    |    |
| 일   | 월 | 화 | 수 | 목 | 금 | 토 |
|      | 1  | 2  | 3  | 4  | 5  | 6  |
| 7    | 8  | 9  | 10 | 11 | 12 | 13 |
| 14   | 15 | 16 | 17 | 18 | 19 | 20 |
| 21   | 22 | 23 | 24 | 25 | 26 | 27 |
| 28   | 29 | 30 | 31 |    |    |    |

| 11월 |    |    |    |    |    |    |
| 일   | 월 | 화 | 수 | 목 | 금 | 토 |
|      |    |    |    | 1  | 2  | 3  |
| 4    | 5  | 6  | 7  | 8  | 9  | 10 |
| 11   | 12 | 13 | 14 | 15 | 16 | 17 |
| 18   | 19 | 20 | 21 | 22 | 23 | 24 |
| 25   | 26 | 27 | 28 | 29 | 30 |    |

| 12월 |    |    |    |    |    |    |
| 일   | 월 | 화 | 수 | 목 | 금 | 토 |
|      |    |    |    |    |    | 1  |
| 2    | 3  | 4  | 5  | 6  | 7  | 8  |
| 9    | 10 | 11 | 12 | 13 | 14 | 15 |
| 16   | 17 | 18 | 19 | 20 | 21 | 22 |
| 23   | 24 | 25 | 26 | 27 | 28 | 29 |
| 30   | 31 |    |    |    |    |    |

### 음양력 대조 일람
| 음력월 | 월건 | 대소 | 음력 1일의 양력 월일 | 음력 1일 간지 |
| ------ | ---- | ---- | -------------------- | ------------- |
| 1월    | 갑인 | 소   | 2월 16일             | 기묘          |
| 2월    | 을묘 | 대   | 3월 17일             | 무신          |
| 3월    | 병진 | 소   | 4월 16일             | 무인          |
| 4월    | 정사 | 대   | 5월 15일             | 정미          |
| 5월    | 무오 | 소   | 6월 14일             | 정축          |
| 6월    | 기미 | 소   | 7월 13일             | 병오          |
| 7월    | 경신 | 대   | 8월 11일             | 을해          |
| 8월    | 신유 | 소   | 9월 10일             | 을사          |
| 9월    | 임술 | 대   | 10월 9일             | 갑술          |
| 10월   | 계해 | 소   | 11월 8일             | 갑진          |
| 11월   | 갑자 | 대   | 12월 7일             | 계유          |
| 12월   | 을축 | 대   | 2019년 1월 6일       | 계묘          |

### 연휴
- 2017년 12월 30일 (토) ~ 1월 1일 (월) - 새해 첫날 연휴 (3일)
- 2월 15일 (목) ~ 2월 18일 (일) - 설날 연휴 (4일)
- 3월 1일 (목) ~ 3월 4일 (일) - 삼일절 징검다리 연휴 (4일)
- 5월 5일 (토) ~ 5월 7일 (월) - 어린이날 연휴 (3일)
- 5월 19일 (토) ~ 5월 22일 (화) - 부처님 오신 날 징검다리 연휴 (4일)
- 9월 22일 (토) ~ 9월 26일 (수) - 추석 연휴 (5일)
- 10월 3일 (수) ~ 10월 9일 (화) - 개천절·한글날 징검다리 황금연휴 (7일)
- 12월 22일 (토) ~ 12월 25일 (화) - 크리스마스 징검다리 연휴 (4일)
- 12월 29일 (토) ~ 2019년 1월 1일 (화) - 새해 첫날 징검다리 연휴 (4일)